# Cento vedute famose di Edo

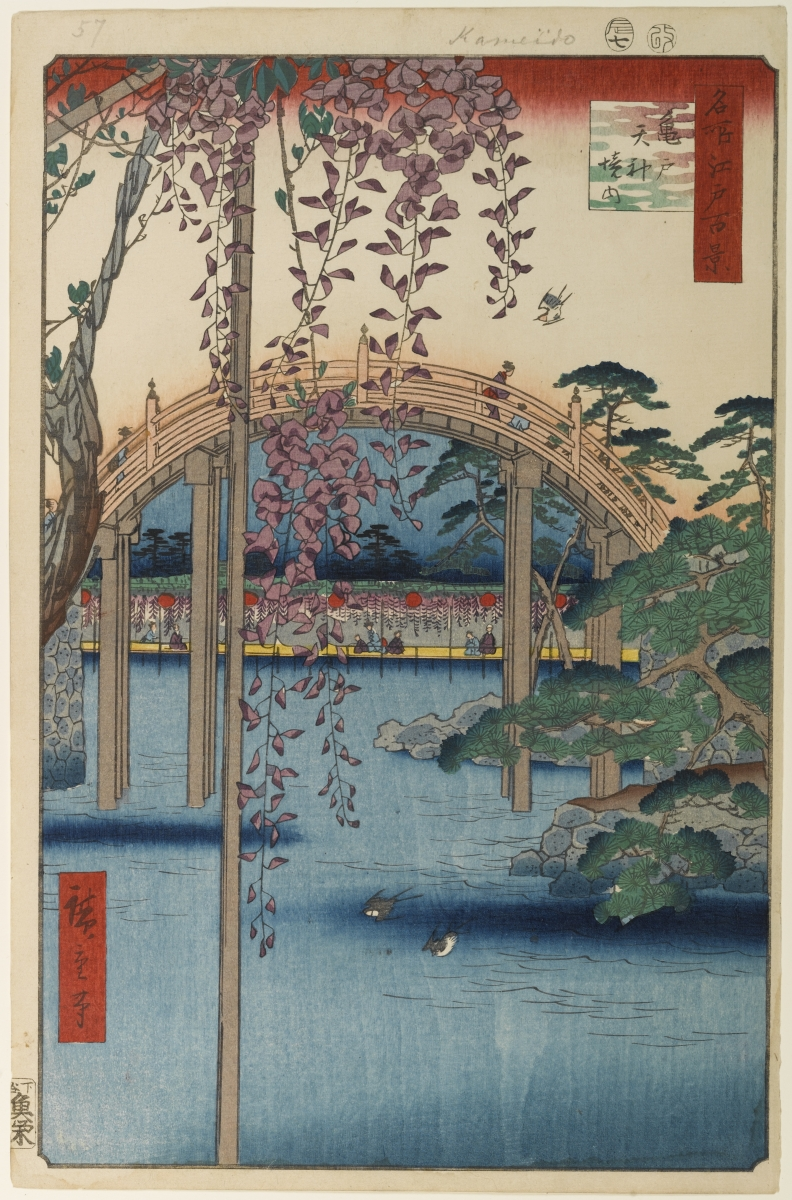
All'interno del santuario Kameido Tenjin (1857), della serie Cento vedute famose di Edo di Hiroshige Utagawa, che fu una fonte di ispirazione per Claude Monet.

Le Cento vedute famose di Edo (名所江戸百景?, Meisho Edo Hyakkei) costituiscono, con le Cinquantatré stazioni del Tōkaidō, le Sessantanove stazioni del Kiso Kaidō e le Trentasei vedute del Monte Fuji, una delle principali stampe che rappresentano l'opera molto abbondante del pittore Hiroshige Utagawa. Malgrado il titolo dell'opera, realizzata tra il 1856 ed il 1858, ci sono in realtà 119 stampe che utilizzano tutte la tecnica della xilografia (incisione su legno). La serie appartiene allo stile ukiyo-e, movimento artistico che si basa su soggetti popolari e destinato alla classe media urbana giapponese, che si sviluppò durante il periodo Edo (1603-1868). Più precisamente, essa appartiene al genere meisho-e (名所絵?, pittura di vedute famose) che celebra i paesaggi giapponesi, un tema classico nella storia della pittura giapponese. Alcune delle incisioni sono state realizzate dall'alunno e figlio adottivo dell'autore, Utagawa Hiroshige II, che per una volta utilizza questo pseudonimo per firmare certe sue opere.
Hiroshige è un grande paesaggista, uno dei migliori del suo tempo, che raffigura con immagini liriche ed emozionali i siti più belli e rinomati del Giappone e particolarmente della sua capitale Edo, poi ribattezzata Tōkyō. In questa serie sono rappresentati i luoghi più emblematici della città, allora da poco ricostruita dopo un devastante sisma avvenuto nel 1855. Hiroshige non mostra tuttavia gli effetti della distruzione, ma una città idealizzata, cercando di trasmettere allo spettatore la bellezza e la vita di Edo, con una tonalità tendenzialmente nostalgica. Nello stesso tempo, la serie offre al pubblico una forma di rivista d'attualità, simile ad un giornale che fornisce una panoramica dello sviluppo delle ricostruzioni della città. Le stampe presentano anche scene sociali, riti e costumi della società locale, che combinano con una grande diversità il paesaggio, insieme ad una descrizione dettagliata delle persone e degli ambienti.
Le Cento vedute famose di Edo illustrano l'ultima fase dell'arte di Hiroshige, dove la sensibilità ed il lirismo quasi poetico dei suoi paesaggi lasciano il posto ad una composizione più astratta ed audace. Adottando il formato verticale, raramente utilizzato per le serie paesaggistiche, egli innova il primo piano, amplia notevolmente lo sfondo e così pure aumenta la vivacità dei colori. Alcuni capolavori della serie sono stati assai studiati in Occidente da impressionisti e postimpressionisti, specialmente da Vincent van Gogh, che ne ha disegnato due copie.
(Hiroshige Utagawa.)

## Imeishoe Edo nella cultura giapponese

### Edo

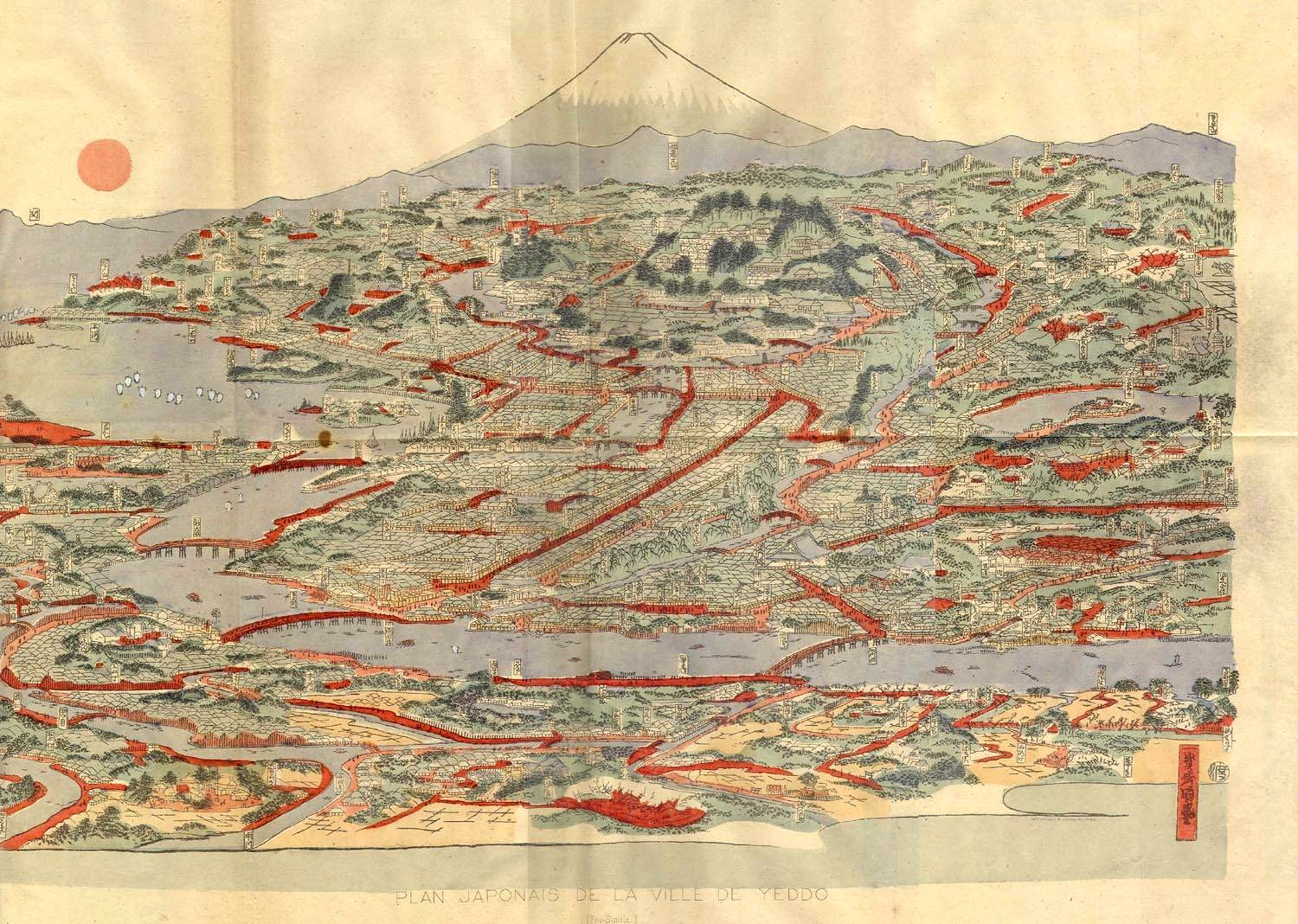
Piantina di Edo del 1858.

Durante il periodo Edo, il Giappone fu governato dallo shogunato Tokugawa, che chiuse completamente il Paese ai contatti esterni con la politica del cosiddetto sakoku. Tale periodo fu un'era di pace e di prosperità dopo le guerre civili avvenute tra il 1573 ed il 1603 (periodo Azuchi-Momoyama). Il Paese fu unificato Oda Nobunaga, Toyotomi Hideyoshi e Ieyasu Tokugawa, che eliminarono i daimyō (signori-guerrieri feudali) e crearono uno Stato centralizzato. La capitale fu fissata ad Edo (江戸?), l'antico nome della città di Tokyo che si sviluppò rapidamente, dopo la sua ricostruzione in seguito grande incendio di Meireki del 1657 che la distrusse quasi interamente. Nel 1725, essa divenne la città più popolosa al mondo con oltre un milione di abitanti. All'epoca della pubblicazione della serie di Hiroshige, la sua popolazione contava quasi due milioni di abitanti per una superficie di 80 km². La città era composta da zone urbane talvolta molto dense separate da delle risaie, dei giardini o dei boschetti, offendo vari panorami cittadini o rurali.
Edo permise l'emergenza di una classe media prospera, malgrado il sistema di vassallaggio. Il commercio e l'artigianato prosperavano, rendendo la classe borghese (i chōnin) sempre più potente ed influente, e favorendo la promozione delle arti, in particolare l'incisione, la ceramica, la lacca ed i prodotti tessili. Così, lo sviluppo dell'incisione su legno divenne un'importante industria nelle zone urbane specializzate nelle stampe e nei testi illustrati. Le stampe erano inizialmente impresse in sumi-e in inchiostro nero su carte poi colorate a mano, però a metà del XVIII secolo il colore fece la sua apparizione (nishiki-e »).

### Imeisho ki, guide dei viaggi dei «luoghi celebri»
Le Cento vedute sono l'estensione dell'interesse per i meisho, i luoghi ed i paesaggi celebri, temi tradizionali della poesia e della pittura giapponesi dal periodo Heian (specialmente nel waka e nello yamato-e).
All'inizio del periodo Edo, era fortemente presente la moda del meisho ki, le «guide dei luoghi celebri», di cui una delle prime rappresentazioni fu il Kyō warabe di Nakagawa Kiun, pubblicato nel 1658. Fiorirono parecchie guide di Edo: nel 1662 fu pubblicata una guida composta da sette volumi di Asai Ryōi, l'Edo meisho ki, che fece un inventario estremamente dettagliato della capitale e dei dintorni; l'insieme è da disegni in bianco e nero. Nel 1677 fu ugualmente pubblicato l'Edo suzume («i passeri di Tokyo», cioè «le genti di Tokyo») in dodici volumi; le illustrazione furono realizzate da amici dell'autore, Hishikawa Moronobu, originario di Tokyo.

### Meisho zuee immagini di Edo
I meisho zue («libri illustrati di luoghi celebri») si diffusero alla fine del periodo Edo e comunicavano in modo più "visuale" dei meisho ki : a differenza di questi ultimi, essi erano principalmente composti dalle immagini dei luoghi famosi. I meisho zue segnarono la transizione tra i meisho ki, le guide dei viaggi dove predominava il testo, e le serie di stampe che i pittori paesaggisti come Hokusai e Hiroshige pubblicarono più tardi. Hiroshige produsse d'altronde una serie direttamente ispirata dalle guide illustrate, le Vedute famose di oltre sessanta province (六十余州名所図会?, Rokujūyoshū meisho zue).
Ispirandosi alle guide illustrate che apparivano nel XIX secolo nella regione di Kyoto, Saitō Yukio iniziò l'edizione di un'opera simile per Edo, l'Edo meisho zue, alla fine terminato dal figlio Saitō Yukitaka e pubblicato dal figlio minore Saitō Gesshin in sette volumi tra il 1834 ed il 1837. Le numerose illustrazioni furono realizzate dal pittore Hasegawa Settan su richiesta di Yukitaka. L'Edo meisho zue cominciò con la storia della provincia di Edo, descrivendo accuratamente i luoghi celebri della città e dei dintorni: la loro storia, l'origine del nome, le leggende e le poesie connesse, la loro storiografia; ma fornendo anche informazioni sui costumi, sulle cerimonie, sui tempi e sulla vita quotidiana dell'epoca. Saitō Gesshin realizzò anche il Tōto saijaki («Sulle cerimonie annuali della capitale dell'Est») nel 1838, in cui sono mostrati i numerosi luoghi famosi di Edo per i pellegrinaggi sacri del Giappone. Al termine, i meisho zue diedoro un posto molto più importante alle illustrazioni dei luoghi famosi che i meisho ki, in uno stile realistico vicino all'ukiyo-e. Quando i talenti paesaggisti di Hokusai e Hiroshige arrivarono a piena maturità, intorno al 1830, l'immagine s'impose finalmente con le serie di meisho-e (tra cui le Trentasei vedute del Monte Fuji di Hokusai, primo grande successo del genere).
Più in generale, numerosi altri libri illustrati sui luoghi famosi di Edo videro la luce nei secoli XVIII e XIX, spesso con la partecipazione di artisti ukiyo-e della scuola Utagawa o di poeti kyōka (la poesia kyōka imitava in modo divertente la poesia tradizionale waka del periodo Edo). Edo era in effetti il centro artistico dell'ukiyo-e, dove la produzione era sostenuta sia dall'afflusso di turisti che dalla richiesta degli abitanti della città, i borghesi e mercanti chōnin.

## Evoluzione di Hiroshige nell'opera

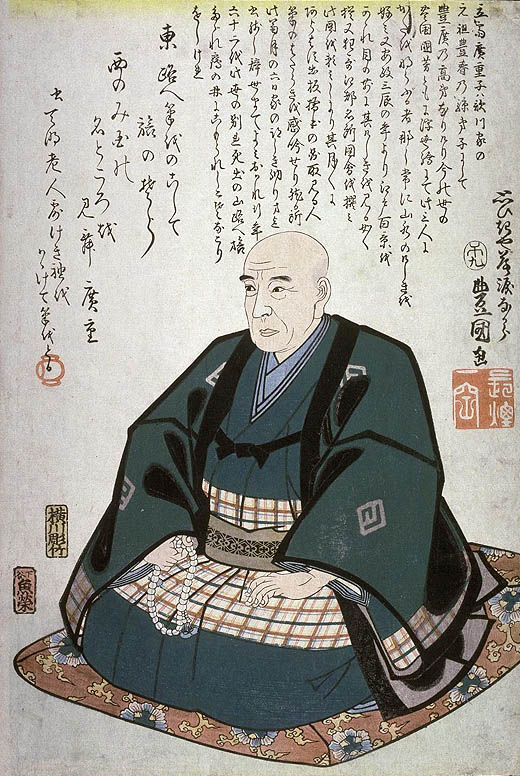
Ritratto postumo di Hiroshige, dipinto dal suo amico Utagawa Kunisada.

Prima di realizzare questa raccolta, Hiroshige godeva già di una grande fama, per merito delle sue stampe di paesaggi (come le Cinquantatré stazioni del Tōkaidō o le Sessantanove stazioni del Kiso Kaidō) e, all'età di sessant'anni, egli si accinse a compiere il suo ultimo grande progetto (morì prima di averlo concluso). All'epoca, l'artista sembra modificare il suo lavoro tanto tecnicamente quanto artisticamente. Al dolce lirismo del decennio 1830 succedono alla fine degli anni 1840 delle composizioni ricche di violenti contrasti, più drammatiche e meno incentrate sull'umano; nelle Cento vedute, egli generalizza le sue impressioni, muovendosi verso l'astrazione, ma non nella maniera analitica di Hokusai, bensì traducendo il carattere emozionale di una scena. Smith vede in questi cambiamenti la maturità dell'età; Hiroshige prese d'altronde i voti monastici nel 1856, un fatto comune in Giappone quando si giungeva alla vecchiaia, ma che forse spiega la nuova distanza tra il pittore e i suoi soggetti nelle Cento vedute, cioè la natura e la vita spontanea del popolino. Un'altra ipotesi è il bisogno di reinventare la sua arte del paesaggio lirico, che perde in originalità negli anni 1840. Tali evoluzioni di stile, di sensibilità e di temi, tangibili in quest'opera, si possono già percepire nei Ricordi di Edo. Riguardo allo stile e alla composizione, le Vedute famose di oltre sessanta province (Rokujūyoshū meisho zue), pubblicate tra il 1853 e 1856, prefigurano ugualmente alcune delle Cento vedute di Edo, poiché Hiroshige vi tenta per la prima volta il ricorso al formato verticale per una serie di paesaggi; l'evidente distanza dall'elemento umano nelle Cento vedute di Edo vi è già presente.
Anche la scelta delle veduta è originale: tradizionalmente in Giappone e nell'opera di Hiroshige, i luoghi celebri (meisho) sono scelti per la loro bellezza reale o per la forza d'evocazione poetica, ma il pittore fa qui apparire numerosi posti poco conosciuti, che egli giudica semplicemente degni di essere visitati. Secondo Smith, nella raccolta si trova una serie di luoghi classici spesso rappresentati da Hiroshige, una serie di luoghi occasionali e una serie di luoghi inediti nelle sue opere, a eccezione dei Ricordi di Edo, dove, in effetti, Hiroshige fa già figurare luoghi siti poco celebri per l'interesse topografico o storico, nel solco di guide come l'Edo meisho zue.
Rinnovatrici nell'opera di Hiroshige, le Cento vedute di Edo si situano dunque nell'ultimo periodo di creatività del pittore, in cui il lirismo e la sensibilità per i personaggi, così rimarcati nelle Cinquantatré stazioni del Tōkaidō, cedono talvolta il passo a una maggiore astrazione a una composizione più audace.

## Aspetti editoriali e tecnici

### Elaborazione ed edizione

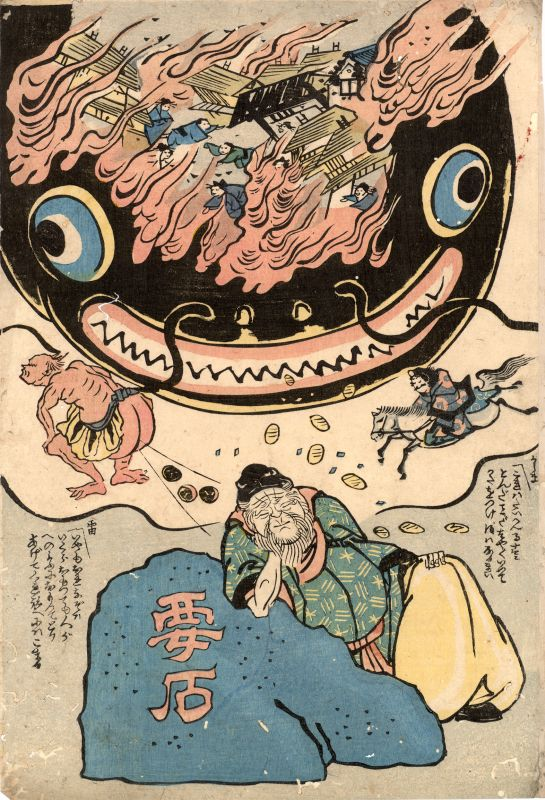
Il dio Ebisu si addormenta, permettendo a Namazu di causare il terremoto del 1855.

La serie delle Cento vedute fu realizzata da Hiroshige tra il 1856 e 1858. Essa differisce dalle precedenti per vari aspetti, in particolare per il ricorso a incisioni squadrate in verticale, e non più esclusivamente in orizzontale. Essa comprende un totale di 119 stampe di paesaggi e monumenti di Edo. Il progetto è uno dei più ambiziosi e iconici della produzione dell'artista. Per mezzo di esso, il celebre esponente della scuola ukiyo-e si propone di riflettere sui cambiamenti verificatisi nella capitale giapponese nel corso degli ultimi anni, quando il progresso e la modernità si diffusero rapidamente, soppiantando costumi e traduzioni più antiche del Giappone. Nel 1853, il blocco navale del commodoro americano Matthew Perry costrinse l'imperatore ad aprire il Giappone all'Occidente. Due anni più tardi, nel 1855, Edo subì un sisma di forte intensità (magnitudo 7,1), che provocò enormi distruzioni, causò la morte di 10000 persone e la devastazione di 16000 edifici. Tali sono i mutamenti nell'aspetto della città che Hiroshige vuole rappresentare nella sua serie. Tuttavia, l'artista morì prima di assistere al declino di Edo, dovuto alla fine dello shogunato Tokugawa, e la sua opera appare pertanto come una delle «ultime grandi testimonianze di Edo al suo apogeo».
Al momento di intraprendere l'opera, Hiroshige era al vertice della sua carriera. Nel 1856, ricevette un'ordinazione da Sakanaya Eikichi, un editore che voleva riflettere i cambiamenti di Edo dopo il terremoto. Hiroshige realizzò questa idea in oltre un centinaio dei punti di vista più celebri e pittoreschi della città. La serie fu accolta da grande successo, sicché ogni incisione conobbe una tiratura dai 10000 ai 15000 esemplari. L'opera venne improvvisamente interrotta dalla morte dell'autore nel corso di un'epidemia di colera nel 1858. Nondimeno, alcune stampe rimaste inconcluse furono portate a termine dall'allievo del maestro, Utagawa Hiroshige II.
La serie è realizzata nel formato ōban, piuttosto grande, tra i 36,5 cm e i 26,8 cm, e utilizza la tecnica nishiki-e, un tipo di cromoxilografia, introdotto nel 1765, che permetta di colorare l'incisione. Secondo le regole del governo, Hiroshige dovette rendere la sua opera accettabile alla censura. Infatti, in base a un editto del 1790, tutte le pubblicazioni dovevano conformarsi alla politica di limitazione del lusso ed essere prive di materiale politicamente sensibile. Alla prima edizione, nel 1856, egli presentò 37 stampe; nel 1857, altre 71, e nel 1858, anno della sua morte, ancora 7. In apparenza, l'idea dell'autore e dell'editore era di terminare la serie nel luglio 1858: due impressioni di questo mese recano il titolo "Supplementi per proseguire le Cento vedute di Edo" (Edo hyakkei yokyō). Ma il mese successivo altre tre incisioni furono presentate sotto il titolo consueto. Dunque la raccolta è composta da 115 impressioni su legno realizzate entro l'ottobre 1858 e da tre nuove stampe - approvate dai censori - successive alla morte di Hiroshige, verosimilmente completate da Hirsoshige II su domanda dell'editore. La realizzazione dell'indice fu invece affidata a Baisotei Gengyo (1817-1880), rinomato disegnatore. Infine, nel 1859 Hiroshige II completò un ultimo foglio per celebrare la sua promozione al grado di maestro, con il sigillo della censura nell'aprile 1859.
In linea generale, ogni stampa contiene tre cartigli: nell'angolo superiore destro, il titolo della serie (Meisho Edo hyakkei) è dipinto in rosso nello stesso formato di una poesia tanzaku; a fianco vi è il titolo di ciascuna stampa nel formato di una poesia shikishi, nell'angolo inferiore sinistro, ancora in rosso ma talvolta in giallo, è iscritto il nome dell'autore, Hiroshige. All'esterno del riquadro dell'immagine, in basso a sinistra, appare frequentemente il sigillo dell'editore, Sakanaya Eikichi, talora accompagnato dal suo indirizzo (Shitaya Shinkuromonchō), abbreviato in «Shitaya Uoei» (che corrisponde a Uoya Eikichi, un altro nome sotto il quale l'editore era conosciuto). Sempre all'esterno del riquadro, nell'angolo superiore destro, è abitualmente impresso il sigillo della censura, aratame ("esaminato"), in genere con la data rappresentata con il simbolo dell'anno: il 1856 era l'anno del dragone (tatsu), il 1857 l'anno del serpente (hebi) e il 1858 l'anno del cavallo (uma). Hiroshige si riserva nondimeno una certa flessibilità nel posizionare i cartigli, a seconda degli assi dominanti della composizione.

### Stile ed espressione

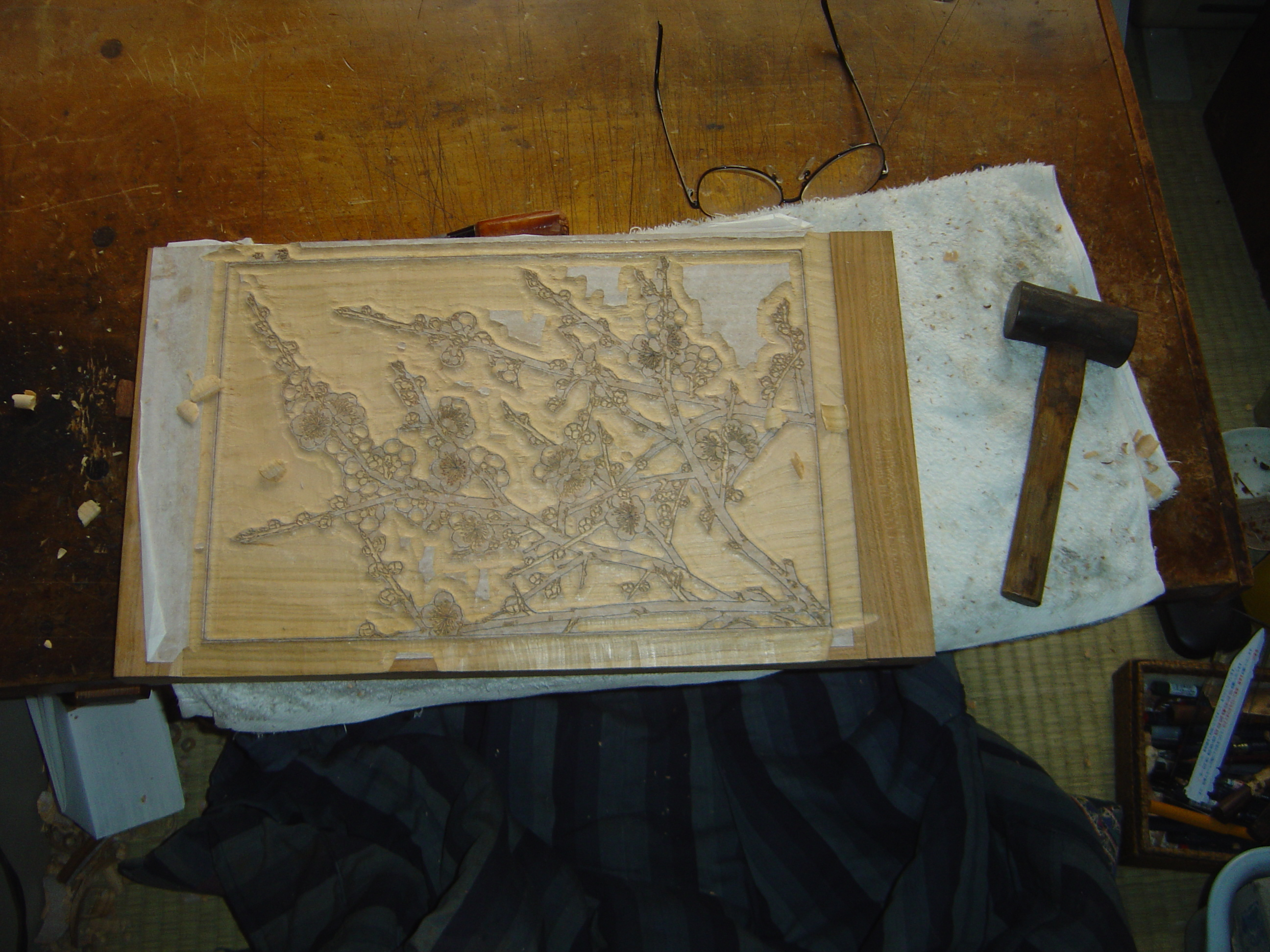
Un esempio della tecnica xilografica con cui sono realizzate le opere ukiyo-e.

Le stampe sono raggruppate secondo le stagioni dell'anno, come segnala lo stesso indice: 42 stampe per la primavera, 30 per l'estate, 26 per l'autunno e 20 per l'inverno. L'ordine delle immagini venne fissato da Baisotei Gengyo, l'autore dell'indice, cominciando dai 118 disegni di Hiroshige. In seguito, la centodiciannovesima incisione di Hiroshige II fu aggiunga ma non rientra nell'ordine delle stagioni. La serie, colorata con intensità e sensibilità mostra il legame speciale che univa Hiroshige con il paesaggio della sua città natale. Nelle diverse stampe, l'autore è ricorso a numerose tecniche apprese nel corso di tutta la sua vita: karazuri, tecnica d'impressione "a vuoto", dove si imprime a rilievo un foglio di carta sfregando con un tampone baren su di una tavola incisa ma non inchiostrata; atenashi-bokashi, una variante del bokashi che consiste nel mescolare un liquido con l'inchiostro per poi spalmarlo sull'intera superficie, ideale per rappresentare l'acque e le nuvole; kimekomi, tecnica in cui si pressa una tavoletta sulla carta per determinare le linee e i contorni; kirakake, incisione brillante, realizzata con due tavolette, una spalmata di colore e l'altra di colla di osso, posta sulla carta che è successivamente spolverizzata di mica. La vivacità dei colori testimonia la qualità della serie.
In queste immagini, Hiroshige descrive con precisione i passaggi, ma attraverso la lente dell'emozione, interpretando soggettivamente la realtà. Nonostante un desiderio di precisione topografica, l'artista non esita ad alterare i dettagli secondari della realtà per ragioni artistiche; fedele alla sua ricerca dell'emozione, egli modifica un poco l'approccio tradizionale giapponese verso la natura, adottando il punto di vista emotivo di chi contempla il paesaggio. Ogni stampa comprende generalmente delle piccole figure umane immerse nella grandiosità del loro ambiente, così come animali o semplici oggetti aneddotici, talvolta rivestiti di un certo tono satirico e umoristico, come le due braccia e gambe villose in primo piano nella stampa 72. La pittura mescola pertanto il paesaggio, la natura morta e scene di vita quotidiana al fine di disporre meglio lo spettatore a comprendere la scena.
L'autore rappresenta i paesaggi all'interno di inquadrature insolite che favoriscono un certo senso prospettico, benché ciò si discosti dalla prospettiva lineare occidentale che Hiroshige nondimeno conosce e utilizza occasionalmente, in particolare nella resa del teatro kabuki. Nella serie, Hiroshige adopera principalmente due tipi di composizione: paesaggi rappresentati da un punto di vista naturale, e vedute decorative, dove egli occupa il primo piano con un oggetto qualsiasi, relegando il paesaggio in secondo piano. Un terzo circa delle stampe sono concepite secondo questa procedura,  mentre gli altri paesaggi conservano la prospettiva tradizionale giapponese, detta "a volo d'uccello", vista cioè da un punto alto e lontano.. Furono queste vedute decorative molto espressive che suscitarono l'ammirazione dei pittori impressionisti. Il primo piano sottodimensionato permette di inquadrare la scena e di guidare l'occhio verso il paesaggio sullo sfondo, ma anche di creare un'opposizione tra i due piani che conferisce un'espressione più dinamica, contrastata e tesa nell'insieme, rinforzata dal formato verticale e dai forti contrasti cromatici. Si crea in questo modo una illusione spaziale, una profondità che aiuta a leggere il paesaggio. Secondo Henry Smith, Hiroshige cerca di compensare la mancanza di lirismo di alcuni soggetti con questa innovazione, sorprendente in materia di composizione.

## Le stampe
|           | Indice | I titoli abbreviati per stagione: due caselle in alto per le stampe della primavera, una casella a forma di ventaglio per l'estate, una casella in basso a destra per l'autunno ed un'altra in basso a sinistra per l'inverno. |                |                           |
| Primavera | | |                |                           |
| 1         | Il Ponte di Nihonbashi: spaccatura dopo la neve (日本橋雪晴?, Nihonbashi yukibare) | Con questa prima stampa che apre la serie della primavera, Hiroshige mostra quanto più caratteristico del suo stile, una visione estesa che si perde nell'orizzonte, con molteplici elementi naturali ed architettonici così come piccole figure di persone occupate alle loro attività quotidiane. Il centro della veduta è occupato del ponte Nihonbashi (ponte del Giappone), uno dei più grandi e rappresentativi della città, costruito nel 1603, e che serve come "chilometro zero" per misurare le distanze del Paese. Al secondo piano si trova il palazzo imperiale ed il Fuji sullo sfondo. Si noti l'effetto bokashi nella gradazione dei diversi toni del blu nel fiume. | maggio 1856    |                           |
| 2         | Kasumigaseki (霞がせき?, Kasumigaseki) | Questa stampa è una forte composizione verticale, sopra l'asse di una strada frequentata della città, che s'estende sotto un vasto cielo con diverse tonalità di colore. L'immagine suggerisce una certa prospettiva lineare sulla strada che scende nella baia di Tokyo, ma questa impressione è attenuata da un potente cromatismo. Alle due estremità della strada si trovano due case di daimyō, a sinistra, Asano di Hiroshima, ed a destra, Kuroda di Fukuoka. Sui lati sono rappresentati due alti pini kadomatsu. È possibile riconoscere qualche ballerino, un sacerdote e parecchi samurai. Nel cielo vola un aquilone che porta il simbolo sakana («pesce»), il primo elemento del nome dell'editore Sakanaya. | gennaio 1857   |                           |
| 3         | Hibiya e Soto-Sakurada viste da Yamashita-chō (山下町日比谷外さくら田?, Yamashita-chō Hibiya Soto-Sakurada) | Anche questa stampa è una forte composizione verticale con un paesaggio profondo che fa apparire il Fuji sullo sfondo a sinistra. L'immagine rappresenta un cambiamento di stagione con i simboli del nuovo anno. Si vede a destra un muro appartenente al palazzo. Sui due lati figurano due racchette di hagoita del gioco di hanetsuki, che venivano vendute al nuovo anno nel tempio Sensō-ji di Asakusa. Il volante utilizzato nel gioco sembra sospeso nel cielo sopra le racchette di bambù, dove sono dipinti un personaggio su quella di destra ed un kadomatsu (oggetto decorativo tradizionale per l'anno nuovo) su quella di sinistra. In basso a sinistra, dei rami di pino sconfinano nel cortile del palazzo. Come sulla stampa precedente, degli aquiloni fluttuano alti nel cielo. Sullo sfondo vi è la residenza del daimyō Nabeshima Kanso, un fabbricante d'artiglieria il cui portale è decorato con un fascio di paglia di riso. | dicembre 1857  |                           |
| 4         | Tsukudajima e il ponte Eitaibashi (永代橋佃しま?, Eitaibashi Tsukudajima) | Questa immagine notturna mostra un piccolo ponte sull'isola di Tsukuda nella baia di Edo, visto dal ponte Eitaibashi («ponte dell'eternità»), rappresentato dal largo pilastro che occupato il lato sinistro. Questo ponte, costruito nel 1698 è il più lungo di Edo ed attraversa il Sumida-gawa, principale fiume della città. L'isola è un porto di pesca ufficiale, responsabile della fornitura di pesce fresco per lo shōgun. Nelle notti d'inverno e di primavera, si pescano gli shirauo («pesce bianco»), che attirano i lumi delle torce, come si vede al centro dell'immagine. | febbraio 1857  |                           |
| 5         | Il temple Ekō-in a Ryōgoku ed il ponte Moto-Yanagi (両ごく回向院元柳橋?, Ryōgoku Ekōin Moto-Yanagibashi) | Questa è ancora una veduta verticale con il Fuji ed un grande cielo blu a partire da un punto di vista insolito, quello del tempio menzionato nel titolo ma che non appare, mentre sul lato sinistro figura un grande ponteggio di legno con un tamburo nella parte superiore, che mostra il gusto di Hiroshige per gli elementi aneddotici. Sul ponteggio, si suonava il tamburo turante le competizioni di sumo che si tenevano nel tempio dove ebbe luogo il primo torneo di sumo nel 1768. Il tempio Ekō-in, costruito nel 1657, appartiene al buddhismo della Terra Pura (淨土?, jōdo), ed è stato costruito per commemorare le 100 000 vittime dell'incendio che ha raso al suolo la città. Dietro il Sumida-gawa sul quale navigano imbarcazioni e traghetti, appare la residenza di Matsudaira, il signore feudale di Tamba, vicino al ponte Moto-Yanagi e ad un grande salice. | maggio 1857    |                           |
| 6         | Maneggio di Hatsune a Bakuro-chō (馬喰町初音の馬場?, Bakuro-chō Hatsune no baba) | La scuderia Hatsune no baba – la più antica di Tokyo – è vista da una prospettiva insolita, attraverso asciugamani stesi dalla vicina tintoria di Kon'ya, colorati di bianco, ocra e violetto ed in armonia con lo sfondo del cielo. In mezzo ai padiglioni della scuderia si erge una torre dei pompieri che copre il paesaggio, un elemento familiare ad Hiroshige che ereditò da suo padre la qualifica di capitano dei pompieri nel 1809 e, a sua volta, la trasmise a suo figlio nel 1832 per consacrarsi alla pittura. | settembre 1857 |                           |
| 7         | Negozi con merci di cotone ad Ōdenma-chō (大てんま町木綿店?, Ōtenma-chō momendana) | Il quartiere di Ōdenma-chō («grande quartiere dei cavalli delle poste») è una stazione dove viene centralizzata la maggior parte delle merci della capitale nipponica. Ecco una via con un ponte che va verso sinistra, ricco di negozi di cotone i cui nomi sono dipinti sulle porte: Tahataya, Masuya, Shimaya. Sui tetti si trovano dei contenitori riempiti d'acqua piovana per prevenire eventuali incendi. Nella via passano delle geisha che indossano un kimono grigio su cui sono dipinte delle libellule, ed i loro volti ne rivelano alcune caratteristiche essenziali. La composizione mette in evidenza l'uso del blu in vari toni, magistralmente utilizzato per degli effetti d'ombra | aprile 1858    |                           |
| 8         | Suruga-chō (する賀てふ?, Suruga tefu) | In questa stampa, l'artista usa ancora una volta la prospettiva lineare occidentale, a partire da un punto di vista che mostra una via animata perdersi nella nebbia da cui emerge l'imponente presenza del Fuji. Il quartiere Suruga-chō, chiamato secondo l'antico nome della provincia dove si trova il Fuji, è costellato da negozi dedicati all'industria tessile. Dei due lati della via sono rappresentati i caratteri che disegnano il magazzino Mitsui: mittsu ("tre") e i ("bene") i quali sono diventati l'attuale catena di Grandi Magazzini Mitsukoshi. | settembre 1856 |                           |
| 9         | La via Yatsukōji, vicino alla porta Sujikai (筋違内八ツ小路?, Sujikai uchi Yatsukōji) | Una larga vista panoramica mostra nell'angolo in basso a sinistra una processione di piccoli personaggi che accompagnano un daimyō in uno dei numerosi viaggi che deve compiere nella provincia della capitale. La via Yatsukōji («otto percorsi»), presentata in diagonale, è una delle principali strade di comunicazione della città. Il grande spazio vuoto in mezzo alla via è tanto sottilmente disegnato con tonalità di marrone, di verde e di grigio, quanto il cielo è nuovamente mostrato con delle variazioni di blu e bianco tendente al rosso. Sullo sfondo si profila il santuario Kanda su di una nebbia rossastra che copre il Kanda-gawa. | novembre 1857  |                           |
| 10        | Sorgere del Sole al santuario di Kanda Myōjin (神田明神曙之景?, Kanda Myōjin akebono no kei) | Mentre sulla stampa precedente il santuario si distingueva in lontananza, in questa immagine l'artista lo mette in primo piano, mostrando una terrazza che offre una vista panoramica sui tetti della città nella semi-oscurità intanto che sorge il Sole. Nel primo piano s'innalza un grande e maestoso cedro che impone un asse verticale alla composizione. Dietro all'albero si trovano le figure di un sacerdote, di un servitore del tempio e del suo assistente con degli abiti dai colori vivaci. Costruito nel 1730, il santuario Kanda Myojin accoglie in alcune festività la popolazione di Edo in processione dal palazzo dello shogun; ma in questa stampa, si vede la calma mattutina prima dell'agitazione abituale di uno dei santuari più popolari della capitale che Hiroshige rappresenta. In questa immagine solenne, la qualità di stampa è molto elevata, specialmente nelle sfumature degli abiti bianche trattati con la stampa tessile. | settembre 1857 |                           |
| 11        | Il padiglione Kiyomizu e lo stagno Shinobazu no ike di Ueno (上野清水堂不忍ノ池?, Ueno Kiyomizu-dō Shinobazu no ike) | Ancora una prospettiva insolita del padiglione Kiyomizu-dō, situato nel centro del tempio Kan'ei-ji. Del padiglione, è possibile vedere la terrazza in mezzo ai ciliegi in fiore di cui i giapponesi ammirano la bellezza effimera, come indica la festa di hanami. La terrazza dà sullo stagno Shinobazu no ike situato nel parco di Ueno la cui acqua è colorata di un blu molto dolce. Di fronte ai ciliegi si trovano alcuni grandi pini tra i quali uno si distingue per la sua curiosa forma che gli dà il nome di «pino della luna» e che appare più in dettaglio nella stampa 89. | aprile 1856    |                           |
| 12        | Ueno Yamashita (上野山した?) | Il soggetto principale della stampa è l'edificio a destra, un ristorante "fast food" (non come quelli attuali) chiamato Iseya, come indicano le inscrizioni in katakana e hiragana. Si distingue ugualmente sull'insegna il simbolo dello shisomeshi che è un piatto riso con foglie di shiso. Nell'angolo in basso a sinistra passano delle eleganti dame con dei grandi ombrelli, dirigendosi forse verso il vicino santuario di Ueno. Il cielo è attraversato da uno stormo di corvi, assai abbondanti in questa regione. Questa stampa è opera di Hiroshige II che la creò dopo la morte del maestro, ma probabilmente era già esistente una bozza del disegno, poiché il nome dell'autore appare in rosso nell'angolo superiore a destra. | ottobre 1858   |                           |
| 13        | Shitaya Hirokōji (下谷広小路?) | L'immagine mostra una veduta panoramica della via Hirokōji («grande via») che conduce al tempio Kan'ei-ji a Ueno. Tra i personaggi nella strada passano un gruppo di samurai ed un lungo corteo di donne munite d'ombrello. Nel primo piano della via, sul lato destro, si trova l'edificio dei magazzini Matsuzakaya, consacrato ai negozi di tessuti e recentemente ricostruito dopo essere stato completamente raso al suolo dal sisma del 1855. Tali magazzini sono ancora oggi situati nello stesso luogo. | settembre 1856 |                           |
| 14        | Giardini del Tempio di Nippori (日暮里寺院の林泉?, Nippori jiin no rinsen) | Questa composizione nuovamente disegnata con una prospettiva aerea, rappresenta i giardini del tempio di Shūshōin nei quali fioriscono dei ciliegi con morbide sfumature di rosa. L'artista prende la libertà di far coincidere la fioritura dei ciliegi con quella delle azalee, che non avviene nella realtà. Su alcune stampe di questa immagine, il colore rosa dei ciliegi del primo piano non appare a causa di un errore di stampa. La coesistenza pacifica di templi buddhisti e shintoisti nel complesso di Nippori è cessata con l'abolizione temporanea del Buddismo e l'attuazione dello Scintoismo come religione di Stato nel 1868. | febbraio 1857  |                           |
| 15        | Il pendio di Suwa a Nippori (日暮里諏訪の台?, Nippori Suwanodai) | L'artista ci fa vedere i giardini del tempio di Suwa Myojin, situato in campagna ma tuttavia vicino ai quartieri di Nippori, Ueno e Asakusa, in modo da ricevere numerosi visitatori che possono godere del panorama mentre prendono il tè. Tra i due boschetti di ciliegi in fiore si ergono due magnifici cedri nell'asse dell'immagine. Si scorge a destra la figura del monte Tsukuba, con la sua doppia cima sotto un cielo sfumato di rosso, di bianco e di blu fino al violetto nella parte superiore. | maggio 1856    |                           |
| 16        | Parco in fiore e pendio di Dangozaka a Sendagi (千駄木団子坂花屋敷?, Sendagi Dangozaka Hanayashiki) | Ecco un nuovo esempio della capacità dell'artista di creare dei grandi panorami in cui si combinano degli elementi naturali ed architettonici con l'aiuto di piccoli personaggi che danno nell'insieme una dimensione umana. Nuovamente, la parte inferiore è dominata dai ciliegi in fiore di un parco pubblico dove delle persone camminano, parlano e prendono del tè. Una nebbia bianca, tinta di blu e di rosso, copre gli alberi in mezzo ai quali spicca l'edificio del Shisentei ("padiglione della fontana viola") che offre una veduta sul quartiere di Ueno e sullo stagno di Shinobazu. Il giardino è stato progettato solamente quattro anni prima della stampa dal giardiniere Uheiji. L'identificazione delle due parti della stampa è stata a lungo oggetto di speculazione, ma si tratta probabilmente dello stesso luogo, nonostante il forte contrasto, forse in due stagioni diverse. | maggio 1856    |                           |
| 17        | Guardando dal Monte Asuka (飛鳥山北の眺望?, Asukayama kita no chōbō) | Come sulle due precedenti vedute, delle persone prendono il tè sotto a dei ciliegi in fiore davanti a degli immensi campi di riso appena suggeriti da una tinta verde chiaro, mentre in lontananza si erge la caratteristica figura del monte Tsukuba. Il terreno appartiene al tempio Kinrin-ji, ma è accessibile al pubblico come deciso dallo shogun Tokugawa Yoshimune nel 1737. Divenne nel 1873 il primo parco pubblico del Giappone moderno. Hirohige creò questa stampa poco dopo la visita dello shogun Tokugawa Iesada nel 1856, che riflette il carattere documentario di un certo numero delle stampe della serie. | maggio 1856    |                           |
| 18        | Il santuario Ōji Inari (王子稲荷の社?, Ōji Inari no yashiro) | Questo santuario appartiene al complesso del Fushimi Inari-taisha di Kyoto, situato su di una collina vicino ad Ōji, un villaggio nei pressi di Edo. Inari è il dio giapponese del riso, il suo santuario è un'importante meta di pellegrinaggio per i contadini speranzosi in un buon raccolto. Hiroshige scelse ancora una veduta prospettiva insolita che mostra solamente una parte della struttura del tempio, dominato da una lussureggiante foresta di cedri che lo circonda. L'intenso colore rosso del legno del tempio è valorizzato, perché nello Shintoismo, questo colore spaventa i demoni. Sullo sfondo si erge di nuovo la figura del Monte Tsukuba. | settembre 1857 |                           |
| 19        | Diga sul fiume Otonashi a Ōji, conosciuta con il nome di "grande cascata" (王子音無川堰棣世俗大瀧ト唱?, Ōji Otonashigawa entei, sezoku Ōtaki to tonau)                                                                      | Questa diga è conosciuta sotto il nome di Otaki («grande cascata»). Hiroshige la situa tra i giardini dove ancora una volta mette l'accento sui fiori di ciliegio. Il fiume Otonashi-gawa che nasce dalla cascata è colorato con due sfumature di blu, chiaro e scuro, che permettono di sottolineare la profondità della parte centrale. Nella cascata e nel fiume, delle piccole figure di bagnanti sono appena delineate. Sotto un grande cedro nella foresta appare il padiglione del Buddha Amida, che appartiene al tempio di Kinrin-ji. Hiroshige creò questa stampo nuovamente dopo una visita dello shogun Tokugawa Iesada nel 1857. | febbraio 1857  |                           |
| 20        | Il traghetto di Kawaguchi e il tempio Zenkōji (川口のわたし善光寺?, Kawaguchi no watashi Zenkōji) | Il soggetto principale di questa stampa è il fiume Sumida-gawa, che in questa sezione (la primavera) è frequentemente chiamato Arakawa, col significato di «confine settentrionale di Edo». Il fiume è presentato in diagonale, con una tinta più scura nel mezzo, comme sulla stampa precedente. Parecchie imbarcazioni che fungono da treghetto fluttuano sull'acqua; il lavoro sulle diagonali formate dai traghetti costituisce l'elemento principale della composizione. Dei tocchi d colore giallo sfiorano i tetti delle capanne in alto a destra, dietro cui si trova il tempio Zenkō-ji, celebre per il suo hibutsu (buddha segreto) che viene esposto solamente ogni diciassette anni.. | febbraio 1857  |                           |
| 21        | Il monte Atago di Chiba (芝愛宕山?, Chiba Atagoyama) | Il monte Atago è situato a sud del palazzo di Edo, a soli 26 metri sopra la baia della città. In cima si trova il santuario di Atago, di cui un pilastro e la parte inferiore del tetto vengono utilizzati per inquadrare la parte sinistra della stampa. Il personaggio che arriva è un emissario dell′Enpuku-ji, il quale, ogni anno al terzo giorno, svolge una cerimonia nel santuario di Atago al fine di richiamare la buona fortuna, la salute e la prosperità, ma anche per scongiurare la fame e la malattia. Egli porta un copricapo cerimoniale e delle ruote dell'esistenza bianche impresse sui suoi abiti. Tiene nella mano destra un grande cucchiaio da riso (shakushi), simbolo dell'abbondanza, e nella sinistra una clava, simbolo della violenza che egli può utilizzare per difendere la dottrina buddista. Le alghe attorno al collo sono distribuite dopo la cerimonia ai fedeli che se ne servono per preparare un infuso contro il raffreddore. Questo sacerdote è una delle figure più grandi e la migliore descrizione fisionomica che Hiroshige abbia catturato in tutta la serie. Sullo sfondo si vedono le case del quartiere popolare di Edo e la pallida tinta di rosso aurorale con parecchie vele all'orizzonte. Sulla cartuccia gialla a sinistra si legge: hōgatsu mikka, Bishamon tsukai (il terzo giorno del primo mese, un inviato di Bishamon). | agosto 1857    |                           |
| 22        | Hiroo sul fiume Furukawa (広尾ふる川?, Hiroo Furukawa) | Il fiume Furukawa serpeggia tra le verdi colline dai toni bruni, attraversato da un ponte curvo su cui passano piccole persone tra le quali alcune portano degli ombrelli. Il fiume è blu chiaro con sfumature più scure sulle rive. A sinistra si trova la locanda Kitsune («volpe»), celebre per la sua specialità a base di unagi (anguille d'acqua dolce grigliate). Il cielo è di un tono rosa, caratteristico dell'aurora. Questo paesaggio idillico non esiste più poiché il fiume è stato canalizzato e la regione urbanizzata è attualmente uno dei più eleganti quartieri di Tokyo. | luglio 1856    |                           |
| 23        | Lo stagno di Chiyogaike di Meguro (目黒千代か池川?, Meguro Chiyogaike) | Chiyogaike («lo stagno di Chiyo») è un luogo a cui è legata una celebre leggenda risalente al XIV secolo: è qui che la dama Chiyo mise fine ai suoi giorni, disperata per la morte del marito, il guerriero Nitta Yoshioki. L'artista compone un quadro idilliaco con un giardino di ciliegi in fiore, avvolti da una nebbia bianca e rossa che attraversa una serie di cascate confluenti nello stagno. Si notano le sagome di due donne e di una giovane ragazza su di un'isola vicino alla riva. Bisogna menzionare l'effetto dell'ombra degli alberi sull'acqua, effetto raramente utilizzato da Hiroshige e realizzato sotto l'influenza delle tecniche della pittura occidentale. | luglio 1856    |                           |
| 24        | Il nuovo Fuji di Meguro (目黒新富士?, Meguro Shin-Fuji) | Il titolo fa riferimento a una replica del Fuji costruito nel 1829 su di un sito appartenente a Juzo Kondo, un vassallo dello shogun. Questa usanza è cominciata nel 1780 con la prima copia realizzata a Takata-chō dai fedeli della montagna sacra (Fuji Shinko). Nella parte inferiore dell'immagine serpeggiano le acque dell'acquedotto di Mita tra i campi verdeggianti ed i ciliegi in fiore. Diverse persone si rilassano nei giardini mentre altre percorrono il cammino fino alla cima della collina dove parecchi visitatori stanno già ammirando il panorama. In mezzo all'immagine si estendono campi e foreste coperti da una nebbia rosa e gialla, mentre sullo sfondo si trova il vero monte Fuji. Anche il cielo è rosa pallido, suggerendo un'ora mattutina. | aprile 1857    |                           |
| 25        | Il Fuji originale di Meguro (目黒元不二?, Meguro Moto-Fuji) | Questa stampa ha un punto di vista simile a quello della precedente, dove sono rappresentate alcune delle numerose repliche del Fuji. Questa non è la stessa di sopra, ma un'altra di un'altezza di 12 metri, innalzata nel 1812 e che come la precedente è chiamata "originale". Il pendio della collina domina il lato destro e il basso dell'immagine, dove emerge un grande pino i cui rami occupano tutta la parte superiore. Dietro a questo primo piano appare un frutteto di ciliegi in cui un gruppo di persone fanno un picnic, mentre all'orizzonte si erge il maestoso vulcano adorato come un dio dai Giapponesi. Questa stampa è stata erroneamente inserita nella sezione "primavera" poiché i ciliegi non sono in fiore e portano un fogliame dai colori autunnali fatti di cinabro. Il cielo è di un sottile rosso gradiente, passando dal bianco al giallo ad un azzurro che si scurisce nella parte superiore. Moto-Fuji, scritto nel titolo (不二? letteralmente non due), è senza dubbio un gioco di parole sul raddoppio del monte. | aprile 1857    |                           |
| 26        | Il "pino per appendere un'armatura" ed il pendio di Hakkeizaka (八景坂鎧掛松?, Hakkeizaka Yoroikakematsu) | Hakkeizaka («lato delle otto vedute») è una celebre collina situata sulla baia di Edo da cui si possono vedere otto bei panorami della campagna circostante. Il nome viene dalle Otto vedute di Xiaoxiang (in giapponese Hakkei shosho), un famoso tema poetico cinese introdotto nel XIV secolo e che serve da base iconografica per la rappresentazione dei paesaggi pittoreschi. Sulla collina s'innalza in pino dalla strana forma: secondo la leggenda, il guerriero Minamoto no Yoshiie appese la sua armatura su questo albero prima di sottomettersi ad un clan rivale nella provincia di Mutsu (l'attuale prefettura di Aomori). Hiroshige adatta la forma dell'albero in modo tale che solo un gigante avrebbe potuto appenderci la propria armatura, dipingendolo più sottile che nella realtà. Il pino domina la parte centrale della composizione, mentre nella baia ci sono parecchie piccole barche a vela. Il Tōkaidō, grande strada da Edo a Kyōto lungo il litorale, è percorsa da numerosi viaggiatori come si vede nella parte inferiore dell'immagine. Sotto i pini, alcune persone contemplano il panorama bevendo del tè o del sakè. | maggio 1856    |                           |
| 27        | Il frutteto di prugni di Kamada (蒲田の梅園?, Kamada no umezono) | Questa è una delle più belle stampe della serie, soprattutto per il suo trattamento dell'atmosfera mattutina e per la squisita gamma di colori utilizzati per dipingere il cielo, dal rosa biancastro al rosso scuro, passando per tutte le sfumature dei colori, i quali mostrano un levar del sole lirico ed evocativo. La scena rappresenta un frutteto di prugni la cui fioritura rivela i delicati fior bianchi. A media distanza, della gente cammina attorno a dei padiglioni mentre sul lato destro appare la parte di una lettiga che illustra il gusto del pittore per gli elementi aneddotici e per le prospettive inconsuete. Questa immagine è stata molto ammirata in Occidente, in particolare dagli impressionisti. | febbraio 1857  |                           |
| 28        | La collina del palazzo di Shinagawa (品川御殿やま?, Shinagawa Gotenyama) | Goten-yama («la collina del palazzo») era vicina all'antico palazzo di Edo, costruito nel 1457 per Ōta Dōkan e che funse da residenza allo shogun nel XVII secolo dopo la ricostruzione dell'edificio a seguito di un incendio. È uno dei luoghi più famosi per ammirare i ciliegi in fiore, come si può vedere in alto dalla collina dove si trovano molti visitatori, mentre altri seguono il percorso verso la cima. Nella parte inferiore dell'immagine scorre un fiume con un piccolo ponte attraversato da due donne. Sul pendio della collina appaiono le cicatrici causate dell'estrazione di pietre per le fortezze erette frettolosamente nel 1853 dopo l'arrivo del commodoro Matthew Perry. | aprile 1856    |                           |
| 29        | Il santuario Moto Hachiman di Sunamura (砂むら元八まん?, Sunamura Moto-Hachiman) | Del santuario Moto Hachiman annunciato dal titolo, non si vede che un torii (portale sacro) nell'angolo in basso a destra, mentre la prospettiva aerea mostra un vasto paesaggio con una diga che l'attraversa in diagonale ed alcune vele in lontananza fluttuare nella baia di Edo. Come spesso nella serie, l'elemento principale della veduta (il meisho) resta dunque nascosto. La vegetazione si compone nuovamente di ciliegi in fiore e di grandi pini, così come di un grande canneto nella zona adiacente alla baia. Sunamura è un luogo recentemente prosciugato per sfruttare una terra precedentemente paludoso, in ragione della repentina crescita della città, che fa adesso parte del quartiere Koto-ku della capitale. Questa immagine denota una certa influenza della cosiddetta pittura dei letterati, che Hiroshige conobbe da uno dei suoi maestri, Ōoka Unpō. | aprile 1856    |                           |
| 30        | Il giardino dei prugni di Kameido (亀戸梅屋舗?, Kameido Umeyashiki) | Questa è una delle tavole più conosciute della serie. Essa assomiglia un po' alla nº 27, ma la sua principale caratteristica è la presenza in primo piano di un prugno attraverso i cui rami si vede lo sfondo, un nuovo esempio di immagine insolita e d'effetto ottico che appassiona l'artista. Come nella ventisettesima stampa, i colori del cielo sono il bianco, il rosa ed il rosso, in una sottile gradazione di una grande bellezza e di una notevole potenza visuale. Il giardino appartiene al santuario Kameido Tenjinsha ed il prugno rappresentato era celebre per la sua forma bizzarra. Conosciuto sotto il nome di Garyūume ("dragone a risposo"), esso figurava in tutte le guide di Edo ma fu purtroppo sradicato e portato via da un'inondazione nel 1910. È scritto nella Lista dei luoghi celebri di Edo : «Esso assomiglia davvero ad un drago in terra. I rami s'intrecciano e sembrano trasformarsi in un nuovo tronco. L'albero si estende verso destra e sinistra. L'aroma dei fiori fa dimenticare quello delle orchidee, il bianco luminoso dei fiori stretti l'uno contro l'altro travolge la sera.» Vincent van Gogh ha realizzato una copia di questo quadro in 1887 sotto il titolo Albero di prugna in fioritura (dopo Hiroshige), ma lì, i toni attenuati di verde, grigio e rosa conferiscono una grande serenità che Van Gogh non noterà nella sua versione. | novembre 1857  |                           |
| 31        | Il santuario Azuma no mori e la canfora intrecciata (吾嬬の森連理の梓?, Azuma no mori Renri no azusa) | L'albero della canfora citato dal titolo si trova nel piano mediano e s'innalza assai sopra agli altri alberi, verso il cielo che viene attraversato da uno stormo d'uccelli. È un albero mitico, simbolo del principe Yamato Takeru e della sua sposa, Ototachibana Hime. Secondo la leggenda, il padre del principe, l'imperatore Keikō, inviò suo figlio a combattere nel nord, ma la sua violenza suscitò la rabbia degli dei che lanciarono una tempesta al fine di affondare la nave su cui viaggiava. La principessa si gettò allora in mare, salvando col suo sacrificio il principe, il quale piantò qualche bastone di canfora sulla sua tomba. Il santuario di Azuma è difficilmente visibile nella foltezza della foresta che sottolinea l'intensità della via gialla che conduce al santuario. Hiroshige esagera coscientemente la taglia dell'albero, enfatizzando l'elemento più importante della composizione. | luglio 1856    |                           |
| 32        | L'isola Yanagishima (柳しま?, Yanagishima) | L'isola di Yanagishima («l'isola dei Salici») è situata a nordest di Edo, sul fiume Sumida. Vi si arriva per mezzo del ponte di Yanagibashi («ponte del salice»), che ha una forma convessa e porta al ristorante Hashimotoya («ai piedi del ponte»), chiaramente illuminato. A lato si trova, col suo colore tipicamente rosso, il padiglione del tempio Nichiren Hōshōji, famoso per la sua immagine del bodhisattva Myōken, invocato contro gli incendi e per la ricchezza e la lunga vita. Il grande pittore Katsushika Hokusai aveva una grande devozione per questo tempio. Nella parte inferiore dell'isola, un pontile permette l'accesso al tempio dal torrente. In lontananza, nella nebbia, si erge la figura del monte Tsukuba. | aprile 1857    |                           |
| 33        | Gli spintori sul canale Yotsugi-dōri (四ツ木通用水引ふね?, Yotsugi dōri yōsui hikifune) | La composizione è dominata del canale Yotsugi-dōri ad est del Sumida-gawa, costruito all'inizio del XVII secolo, per portare l'acqua pulita alla città, divenuto in seguito un canale destinato all'irrigazione ed al trasporto. Una grande curva occupa l'immagine e porta lo sguardo verso lo sfondo che si perde nella nebbia. Il blu dell'acqua ed il verde delle rive contrastano col giallo vivo del sentiero sul quale passano parecchi viaggiatori, mentre diverse imbarcazioni navigano, tra cui alcune trainate dai trasportatori. Nonostante il canale sia in realtà rettilineo, l'artista si prende la libertà di dargli un effetto di curvatura. | febbraio 1857  |                           |
| 34        | Vista notturna di Matsuchi-yama e del canale San'ya (真乳山山谷堀夜景?, Matsuchiyama San'yabori yakei) | Seconda immagine notturna dopo la stampa nº4, e una delle sole - insieme alla 21ª - a mostrare una figura umana di grande dimensione, in questo caso una geisha, questa è forse la preferita di Hiroshige. La donna viene rappresentata di profilo ed il brillante trucco bianco sul suo volto contrasta con lo scuro cielo stellato che si riflette nelle acque del Sumida-gawa. La precisione del taglio di capelli e dell'abbigliamento indica la formazione del pittore all'arte del bijin-ga. Nello sfondo si distinguono le luci di diversi luoghi della collina Matsuchi-yama, alla cui cima si trova il santuario di Shoten. Da quella collina parte il canale San'yabori che porta per via fluviale al quartiere di piacere di Yoshiwara. | agosto 1857    |                           |
| 35        | La foresta del santuario Suijin e la regione di Massaki lungo il fiume Sumida-gawa (隅田川水神の森真崎?, Sumidagawa Suijin no mori Massaki)                                                                                 | Anche in questo caso, la stampa mostra un primo piano in cui il lato destro è dominato da un ciliegio coi suoi bei fiori di colore bianco e le sue rose ricreate nei minimi dettagli grazie alla tecnica detta kimedashi (stampa a rilievo) che consiste nel pressare la carta contro immagini sporgenti in legno. In mezzo alla piccola foresta, nella parte inferiore dell'immagine, appare il santuario Suijin («acqua divina»), consacrata alla dea del Sumida-gawa di cui si vede il torii ed un primo padiglione. Sulla strada, alcune persone si dirigono verso il traghetto Hashiba che è di nuovo rappresentato nella stampa nº 37. Nello sfondo si vedono la regione di Massaki ed il monte Tsukuba. | agosto 1856    |                           |
| 36        | Veduta di Massaki dalla foresta del santuario Suijin, la piccola ansa di Uchigawa ed il villaggio di Sekiya (真崎辺より水神の森内川関屋の里を見る図?, Massaki atari yori Suijin no mori Uchigawa Sekiya no sato wo miru zu) | Questa immagine illustra vividamente il forte gusto dell'artista per le prospettive insolite, qui un paesaggio visto attraverso una finestra tagliata in due da una porta scorrevole dietro cui appare un ramo di prugno. Si tratta probabilmente di una sala da tè e sul muro di sinistra si nota un vaso nel quale si trova un fiore di magnolia. La veduta offre un panorama della regione di Massaki, a nord del quartiere di piacere Shin Yoshiwara delimitato dal Sumida-gawa su cui passano diverse imbarcazioni. Nella foresta a destra si vede il torii del santuario Suijin dell'immagine precedente. Sullo sfondo figura il monte Tsukuba, un meisho della tradizione poetica successiva al VII secolo, mentre il cielo è attraversato da uno stormo di uccelli. | agosto 1857    |                           |
| 37        | I forni ed il traghetto Hashiba sul fiume Sumida-gawa (墨田河橋場の渡かわら竈?, Sumidagawa hashiba no watashi kawaragama)                                                                                                   | Il traghetto Hashiba della stampa nº 35 attraversa il Sumida-gawa, mentre il primo piano nell'angolo inferiore a sinistra è occupato dal forno di azulejo da cui emerge una colonna di fumo che si eleva nel cielo in una gradazione di colori dal grigio scuro al quasi bianco. Sull'acqua ondeggiano alcuni gabbiani della specie miyakodori (uccello della capitale). Sullo sfondo si trova la foresta del santuario di Suijin ed a sinistra, la figura del monte Tsukuba. Le bande blu e gialle nel cielo appaiono solamente nella prima stampa. Esse non sono indicate sulla lastra di stampa, ma corrispondono alla tecnica atenashi bokashi. Gli uccelli grigi e bianchi sul fiume formano un'allusione alla letteratura antica (i Racconti di Ise), che narra di un viaggiatore di Kyōto che compose un poema in questo luogo osservando tali uccelli sconosciuti. Per Smith, la fumata (che nasconde il torii del santuario di Suijin) ha quindi un significato poetico, diventando il simbolo dell'evanescenza della vita e della solitudine del viaggiatore. | aprile 1857    | Reproduction de l'estampe |
| 38        | L'alba a Yoshiwara (廓中東雲?, Kakuchū shinonome) | L'immagine mostra il quartiere di piaceri di Shin Yoshiwara, situata nel circondario di Asakusa, nelle vicinanze del tempio di Kinryūzan, che aveva rimpiazzato il precedente Yoshiwara di Nihonbashi. Esso si trovava vicino al palazzo dello shogun, che era stato però distrutto dal grande incendio di Meireki del 1657. A sua volta, Shin Yoshiwara («nuovo Yoshiwara») fu distrutto da un sisma nel 1855. La sua ricostruzione terminò nel 1857, anno della pubblicazione della stampa, nuovo esempio del carattere informativo contemporaneo di parecchie delle immagini della serie. La prostituzione è regolata dal governo, non tanto una questione di moralità ma piuttosto per ragioni di sanità pubblica ed al fine di riscuotere delle imposte in più. L'ora mattutina, momento di calma dopo l'agitazione della notte, è suggerita dal blu della parte inferiore del cielo, in opposizione alla parte superiore in nero. La strada e le case sono immerse nelle tenebre ed i ciliegi in fiore sono di un grigio pallido al posto del rosa che avrebbero mostrato durante il giorno. Tuttavia, i personaggi illuminati dal lampione sono presentati in colore, producendo un forte contrasto con l'oscurità circostante. Hiroshige presentò questo disegno e questo titolo forse a seguito del suicidio di due cortigiane e dei loro amanti all'alba del diciannovesimo giorno del quarto mese del 1857. | aprile 1857    |                           |
| 39        | Il tempio Kinryū-zan di Asakusa ed il ponte di Azumabashi visti da lontano (吾妻橋金龍山遠望?, Azumabashi Kinryūzan enbo)                                                                                                   | Hiroshige ci presenta una nuova vista insolita, dove il paesaggio è attraversato in primo piano de un'imbarcazione di piacere, tagliata tuttavia alle due estremità, in cui appaiono sulla sinistra i capelli e parte degli abiti di una geisha dal volto invisibile. Sullo sfondo dell'immagine si trovano un pontile e delle case costruite attorno al tempio di Kinryūzan («tempio del dragone d'oro», oggigiorno il Sensō-ji) accanto al quale si erge una pagoda a cinque piani. In lontananza, il monte Fuji mostra la sua cima innevata. L'intera composizione è costellata da foglie di ciliegio fluttuanti in aria, fornendo una dimensione meditativa all'immagine, che fa quindi percepire il contrasto tra l'effimero e l'imperituro: le foglie effimere contro l'eterno Fuji, l'amore fugace della geisha opposto al misticismo eterno del tempio. | agosto 1857    |                           |
| 40        | L’eremo di Bashō e la collina delle camelie presso l'acquedotto di Sekiguchi (せき口上水端はせを庵椿やま?, Sekiguchi jōsuibata Bashōan Tsubakiyama)                                                                         | La cappella, consacrata al grande poeta Matsuo Bashō, fu costruita dai suoi discepoli nel 1743 in occasione del cinquantenario della sua morte (1694). Essa si trova nella Tsubaki-yama («la collina delle camelie», benché Hiroshige vi abbia dipinto dei ciliegi), ed appartiene alla famiglia Hosokawa (di cui fa parte Morihiro Hosokawa, primo ministro del Giappone tra il 1993 ed il 1994). L'acquedotto di Sekiguchi, principale approvvigionamento idrico della città, è gestito da un canone annuo pagato da tutti gli abitanti. Come d'abitudine nelle composizioni di questa serie, dei piccoli personaggi passano lungo il sentiero per dare un elemento umano al paesaggio. | aprile 1857    |                           |
| 41        | Il santuario Hachiman di Ichigaya (市ヶ谷八幡?, Ichigaya Hachiman) | Questa stampa è generalmente attribuita ad Hiroshige II poiché ha ricevuto il sigillo delle censura un mese dopo la morte del maestro, ma non è escluse che il discepolo abbia terminato un progetto preparato dal suo mentore. Si tratta di una composizione tipica della serie, in un formato verticale dove appare in primo piano nella parte inferiore una vivace strada del quartiere Ichigaya, celebre per le sue case da tè e per la sua prostituzione locale – ora essa è una stazione della East Japan Railway Company. Delle nuvole tinte di rosso e di rosa attraversano il primo piano, mentre nella montagna boscosa si trova, nascosto dietro a qualche ciliegio in fiore, un santuario Hachiman dedicato ad Inari. | ottobre 1858   |                           |
| 42        | Ciliegi in fiore lungi il fiume Tama (玉川堤の花?, Tamagawa tsutsumi no hana) | I ciliegi in fiore, che appaiono nella maggior parte delle stampe dedicate alla primavera, costituiscono di nuovo il motivo principale di questa immagine. I Giapponesi sono particolarmente sensibili alla fioritura di questo albero che essi celebrano durante la festa dell'hanami. La strada lungo il Tama fu costruita nel 1730 dallo shogun Tokugawa Yoshimune, il creatore dei primi parchi pubblici a Edo. Essa è ostacolata da una folla di persone, la cui presenza mette in evidenza il contrasto tra questa passeggiata in famiglia e l'edificio, rappresentato a destra, che è uno dei bordelli del quartiere Shinjuku. Questa immagine dà ancora una volta valore il dolce cromatismo e la delicatezza delle delicate tinte di Hiroshige. | febbraio 1856  |                           |
| Estate    | | |                |                           |
| 43        | I ponti Nihonbashi e Edobashi (日本橋江戸ばし?, Nihonbashi Edobashi) | Ancora una volta, Hiroshige ci mostra una curiosa composizione di un paesaggio intravisto attraverso le travi del ponte in primo piano, con un grande pilastro che occupa il lato di sinistra ed un paniere di pesci (tonni) troncato a destra e portato da una persona che non figura nell'immagine, situata al posto dello spettatore. Le travi sono quelle del ponte Nihonbashi («ponte del Giappone» o «ponte del Sol Levante»), mentre quello sullo sfondo è l'Edobashi («ponte di Edo»), che si trovano sul fiume Nihonbashi-gawa. Nell'orizzonte si leva il disco rosso del sole. Questa stampa introduce le serie dedicata all'estate e corrisponde al tema scelto (il ponte Nihonbashi) nella prima immagine che comincia la primavera. Il punto di vista, qui fissato ad est, è l'inverso della stampa nº 1. | dicembre 1857  |                           |
| 44        | Veduta della via Itchome di Nihonbashi (日本橋通一丁目略図?, Nihonbashi Tōri itchōme ryakuzu) | Il ponte Nihonbashi deve il suo nome al vivace quartiere commerciale di Edo, molto frequentato da persone che passeggiano o fanno acquisti come mostra questa immagine. In primo piano, un gruppo di ballerine conosciute sotto il nome di Sumiyoshi presenta uno spettacolo di strada in tutta la città, protette da un grande ombrello mentre ascoltano una suonatrice di shamisen. Tra gli edifici dello sfondo si distingue la bottega Shirokiya («albero bianco»), fondata nel 1662, un grande magazzino della città, più tardi integrato alla catena Tokyu. Davanti alla bottega si trova una bancarella di meloni ed un uomo mangia quello che ha appena comprato. Dietro di lui, un fattorino del ristorante Tokyoan porta un piatto di sake ed una scatola di pasta al grano saraceno. | agosto 1858    |                           |
| 45        | Il ponte Yatsumi no hashi (八ツ見のはし?, Yatsumi no hashi) | Yatsumi no hashi significa «veduta degli otto ponti», poiché è possibile vedere otto ponti succedersi lungo il fiume dal punto di vista adottato nell'opera (il ponte Ichikoku). Nuovamente l'artista occupa il primo piano con rami pendenti di salice mentre nell'angolo inferiore a sinistra della composizione appare un bordo del ponte. Nel piano intermedio, il corso d'acqua è attraversato da imbarcazioni che sembrano provenire da ponti persi in lontananza. Gli edifici dello sfondo sono i palazzi dello shogun, dietro a cui s'erge l'imponente maestosità del Fuji. Il cielo è nella gradazione di colori abituale del pittore, cioè dal blu scuro al rosso, attraversato dal volo di due uccelli. | agosto 1856    |                           |
| 46        | (鎧の渡し小網町?, La barca Yoroi e Koami-chō) | In questa composizione, Hiroshige utilizza una prospettiva molto segnata verso il basso da una lunga fila di cabine di negozi che divide l'immagine in due: nella parte inferiore, il canale Nihonbashi-gawa con qualche imbarcazione. Alcuni trasportano delle merci, altri dei passeggeri. Nella parte superiore, un cielo sfumato che mostra dei toni blu alle estremità, è attraversato da una nuvola dallo stano colore giallo e, come nella stampa precedente, dal volo di qualche uccello. Sul lato destro, una nobile dama, vestita con un kimono riccamente colorato, cammina lungo la riva e tiene in mano un ombrello, mentre il lato a sinistra è occupato dalla prua di un'imbarcazione, secondo il consueto stile dell'artista in questa serie basata sull'opposizione dei piani. | ottobre 1857   |                           |
| 47        | Il santuario Sei-dō ed il fiume Kanda visti dal ponte Shōhei (昌平橋聖堂神田川?, Shōheibashi Seidō Kandagawa) | Questa è nuovamente una composizione dai rilievi esagerati e che mostra in primo piano una collina disposta in diagonale e coronata da pini, i quali occupano l'intero lato di sinistra. Si tratta della collina Shōheizaka il cui nome è ispirato, proprio come per il ponte Shōheibashi del quale si vedono alcuni assi in basso a destra, a Changping (Shōhei in giapponese) che è il toponimo della città natale di Confucio, poiché l'amministrazione giapponese era, nel periodo Edo, confuciana. Sotto il ponte scorre il ponte Kandagawa su cui passano diverse imbarcazioni mentre dall'altro lato, alcune persone camminano lungo un muro che delimita il padiglione Seido, santuario confuciano costruito nel 1690. Questa è la prima immagine della serie dove la pioggia è rappresentata con linee lunghe e sottili che richiedono una grande abilità da parte dell'artista (horishi). Questo paesaggio, il cui ritmo della composizione crea un sentimento di tensione interiore, contrasta col giubilo che regna abitualmente nella vicina università. | settembre 1857 |                           |
| 48        | Il ponte Suidō ed il quartiere Surugadai (水道橋駿河台?, Suidōbashi Surugadai) | Uno striscione a forma di carpa (koinobori) sospeso in aria ed attaccato ad un palo, domina il primo piano dietro cui fluttuano due altri striscioni somiglianti. Essi vengono distribuiti il giorno della «celebrazione dei ragazzi» che ha luogo il quinto giorno del quinto mese dell'anno civile in onore dei bambini di sei o sette anni, per commemorare il coraggio e la virilità. Le carpe simboleggiano tali concetti, poiché la loro capacità di nuotare controcorrente ne fa degli esempi di forza e resistenza. La notevole qualità di rendere le scaglie dai riflessi argentati è dovuta alla tecnica d'impressione che utilizza della mica (kirazuri). In basso a destra, il ponte Suidō è attraversato da una processione di guerrieri diretti verso Surugadai, un quartiere di samurai. Nello sfondo appare ancora una volta il monte Fuji. Hiroshige dipinge fedelmente questa festa tradizionale dei samurai, di cui la sua famiglia era originaria, ma egli ci sovrappone con umorismo ed ironia le tre carpe di grandi dimensioni che sono realizzate dai chōnin (borghesia cittadina), i quali all'epoca celebravano questa festa solo da qualche decennio. | maggio 1857    |                           |
| 49        | La cascate di Fudō ad Ōji (王子不動之滝?, Ōji Fudō no taki) | Questa stampa è notevole per la sua verticalità che si basa sul formato Oban, particolarmente appropriato per la rappresentare l'acqua della cascata Fudō a nord di Edo. Tale elemento naturale prende il nome da Fudō Myō-ō, il re della saggezza nel Buddismo esoterico. Secondo la leggenda, una giovane donna pregò per cento giorni nuda sotto la cascata per domandare la guarigione del padre malato e da allora, numerosi devoti si bagnano e pregano per la loro salute. In cima alla cascata, una corda di canapa consacrata (shimenawa) indica la sacralità del luogo. Dei personaggi sono rappresentati ai piedi della cascata: un uomo nell'acqua, una servitrice che versa del tè al padrone, il quale, probabilmente, è appena uscito dallo stagno, e due dame che passeggiano vestite con abiti lussuosi. Secondo i documenti dell'epoca, la cascata era invero più piccola, ma Hiroshige trasforma, come suo sovente, la realtà per simboleggiare con grande evidenza il potere di Fudō Myō-ō. | settembre 1857 |                           |
| 50        | Il santuario Kumano Jūnisha a Tsunohazu, conosciuto sotto il nome di «Jūnisō» (角筈熊野十二社俗称十二そう?, Tsunohazu Kumano Jūnisha zokushō Jūnisō)                                                                        | Questo santuario fu fondato durante l'era Ōei (1394-1428) da Suzuki Kuro, un nativo della provincia di Kii (oggi Prefettura di Wakayama), dove si trovano i santuari Kumano principali. Esso è consacrato a dodici divinità delle regioni, cosicché è noto come Jūnisha («dodici santuari»). Tsunohazu si trova ad ovest della città e fa oggi parte del quartieri di Shinjuku. La composizione è dominato dal bacino centrale, attorno a cui si trovano dei campi con pini e molte case da tè, con gente che passeggia ed ammira il paesaggio. Nell'angolo inferiore a sinistra sono rappresentati parecchi edifici del santuario. Lo sfondo presenta un profilo montagnoso, ricoperta da una foschia bianca e gialla. | luglio 1856    |                           |
| 51        | Il corteo del festival Sannō à Kōjimachi itchōme (糀町一丁目山王祭ねり込?, Kōjimachi itchōme Sannō Matsuri nerikomi) | L'artista mostra di nuovo una composizione insolita, mettendo l'enfasi su di un elemento in primo piano, in questo caso la parte superiore di una lettiga (mikoshi) del Sannō matsuri che si festeggia il 15 giugno in onore del dio Hiei Sannō. Tutto il lato a sinistra è occupato da questa struttura formata da ampie fasce blu che si aprono come candele, su cui si trova un grande «tamburo d'avvertimento» (kankadori) sormontato da un gallo di cui non si vedono che una zampa e delle piume bianche. Ai piedi della lettiga, nell'angolo inferiore a sinistra, si rivelano i cappelli bianchi ornati da fiori rossi dei partecipante alla processione. Sulla collina dall'altro lato dello stagno, un'altra lettiga, che porta questa volta la figura di una scimmia, si dirige verso il palazzo Hanzōmon. Questo festival ha luogo ogni due anni dal 1681, con un corteo di 50 carri e 500 persone vestite come ai tempi del periodo Heian (794-1185), che vanno dal santuario Sannō Hiei nei pressi del palazzo dello shogun, fino al centro della città. | luglio 1856    |                           |
| 52        | Il giardino delle paulonie di Akasaka (赤坂桐畑?, Akasaka Kiribatake) | Una paulownia, che forma l'asse verticale principale, occupa il primo piano di questa stampa, accompagnato da un secondo sul lato a destra che conduce ad uno stagno e ad una lussureggiante foresta della riserva acquatica di Tameike nel quartiere di Akasaka. L'acqua salmastra dello stagno permette ai loti di svilupparsi, come si deduce dai punti neri sulla riva. Gli edifici al bordo dello stagno appartengono al santuario di Hiei Sannō. Sulla riva, a partire da cui guardiamo, si trova un giardino di paulonie (kiribatake) di proprietà della residenza del daimyō Kuroda del dominio di Fukuoka. La corteccia di quest'albero è utilizzata per le tinture e con il suo legno si producono mobili, geta (i sandali in legno sopraelevati tipici delle geisha) ed arpe (koto). | aprile 1856    |                           |
| 53        | La pagoda del tempio Zōjō-ji e Akabane (増上寺塔赤羽根?, Zōjōjitō Akabane) | L'artista ci propone nuovamente una veduta aerea dominata dall'imponente presenza della pagoda che occupa tutto il lato destro, dipinto con il consueto colore rosso dei templi. Se la pagoda era un tempo l'edificio più alto della zona, essa è ora circondata da grattacieli. Il tempio Zōjō-ji, appartenente alla setta buddista Jōdo Shinshū (淨土眞宗? lett. Scuola della vera Terra Pura), fu fondato da Tokugawa Ieyasu. Esso si trova a sud-est della città, vicino al Tōkaidō, il cammino che conduce a Kyōto, attraendo molti viaggiatori. Dai tempi di Hiroshige, la comunità 3000 monaci. Ai piedi della pagoda scorre il fiume Akabanegawa, attraversato da un ponte che porta ad un grande viale giallo. Il lungo edificio nello sfondo è la residenza del daimyo Arima del dominio di Kurume a Kyūshū, la cui alta torre di guardia, la più elevata di Edo, si erge all'orizzonte sul lato a sinistra. | gennaio 1857   |                           |
| 54        | Il fossato Benkei di Soto-Sakurada a Kōjimachi (外桜田弁慶堀糀町?, Soto-Sakurada Benkeibori Kōjimachi) | Il fossato, oggi chiamato Sakurada, bordeggia le alte mura del palazzo imperiale. Nell'angolo inferiore a sinistra, alcune persone si dirigono verso il corpo di guardia che appare in secondo piano, accanto ad un serbatoio conosciuto come «fontana di ciliegie», dietro cui si trova la residenza del signore feudale di Hikone (prefettura di Shiga). Questo è uno dei più antichi quartieri di Edo, qui sorprendentemente nostalgico e malinconico. In alto a destra sotto il cartello rosso del titolo della serie s'innalza la torre di avvistamento, ricostruita due mesi prima di questa immagine, dopo il sisma del 1855. La tavolozza comprende dei verdi e dei blu, particolarmente il blu profondo del fossato che si riflette nel cielo, nella parte più in alto dell'immagine. | maggio 1856    |                           |
| 55        | La festa di Sumiyoshi a Tsukudajima (佃しま住吉の祭?, Tsukudajima Sumiyoshi no matsuri) | Questa stampa è strutturata attorno ad un esse verticale costituito da un lungo striscione bianco con cinque segni calligrafici dove si legge Sumiyoshi daimyōjin («Grande divinità Sumiyoshi»), insieme ad altri piccoli segni che indicano la data: «il ventinovesimo giorno del sesto mese dell'era Ansei 4 (1857)». Lo striscione è realizzato con la tecnologia della stampa a rilievo sopra ad una struttura tessile (nunomezuri). Essa è accompagnata da un pino sul lato a sinistra ed una lanterna rossa e bianca sulla destra, mentre sullo sfondo si vede la processione, diretta da una lettiga coronato da un uccello Fenice, simbolo del dio Sumiyoshi. Tale divinità era venerata nel villaggio di Tsukudamura, come protettrice dei pescatori e dei marinai. | luglio 1857    |                           |
| 56        | Il ponte Mannenbashi a Fukagawa (深川萬年橋?, Fukagawa Mannenbashi) | L'immagine mostra ancora una volta una scena inquadrata dalla struttura di un ponte ed un barile di legno, da cui pende una corda alla quale è appesa una tartaruga da vendere. Questa composizione lascia il posto ad un paesaggio formato nella parte centrale dal fiume Fukagawa, pieno di isolotti di canne e percorso da parecchie imbarcazioni. Nell'angolo inferiore destro si distingue un vogatore. Sullo sfondo, in centro all'immagine, si erge il maestoso monte Fuji. Il simbolismo di questa scena consiste nell'opporre il commercio mondano rappresentato dalla tartaruga da vendere alla qualità sacra ed eterna del Fuji, concetto sottolineato dall'importanza del ponte Mannenbashi («ponte dei diecimila anni»). Comunque, la tartaruga, simboleggiando la longevità, fa eco al nome del ponte. Nonostante il contrasto tra i due piani sia violento, la stampa rimane, secondo Ouspenski, equilibrata, tipica di Hiroshige. | novembre 1857  |                           |
| 57        | Mitsumata Wakarenofuchi (みつまたわかれの淵?, Mitsumata Wakarenofuchi) | Questa immagine mostra una biforcazione del fiume Sumida in un'ampia prospettiva da cui emerge come punto focale la presenza del monte Fuji avvolto da nuvole grigie. Tale effetto è accentuato dalle vele bianche delle barche, che conducono lo sguardo verso la montagna sacra. Il fiume è attraversato da imbarcazioni che trasportano merci, mentre nella parte centrale appare qualche giunco di grande taglia. Questa zona è l'isola di Nakazu, un tempo celebre per le sue terme e per le sue case da tè, demoliti nel 1789 dall'applicazione delle riforme Kansei reazionarie. Hiroshige lo descrisse così nei suoi Ricordi illustrati di Edo: «Nakazu è situata a sud del ponte Shin-Ōhashi. In precedenza vi erano delle case da tè qui e tutti parlavano della vita frenetica che vi regnava. Oggi, quest'isola è divenuta una zona umida, particolarmente bella quando è innevata.» | febbraio 1858  |                           |
| 58        | Acquazzone sul ponte Shin-Ōhashi ad Atake (大はしあたけの夕立?, Ōhashi atake no yūdachi) | Questa è una delle stampe più famose della serie, come dimostra la copia realizzata da Vincent van Gogh nel 1887. Costruito nel 1693, il ponte Shin-Ōhashi («nuovo grande ponte»), è spesso stato danneggiato da incendi ed inondazioni, e d'altronde ricostruito venti volte durante i primi cinquant'anni della sua esistenza. La parte inferiore è occupata dalla presenza del ponte Shin-Ōhashi, di cui è rappresentata la curva della sua sezione centrale, dove passano parecchi pedoni che, sorpresi dalla pioggia, si coprono come possono. L'ampia superficie del Sumida-gawa è attraversata da una zattera di legno, mentre il bordo inferiore, corrispondente alla zona portuale di Atake, non è che abbozzato nella penombra. La linea dell'orizzonte scende lungo il ponte, per poi salire, formando una composizione triangolare con due diagonali che si congiungono. Il punto culminante della stampa è il maestrale effetto atmosferico ottenuto con le sottili linee della pioggia che attraversano tutta l'immagine in un grande effetto verticale che accentua la violenza della tempesta. | settembre 1857 |                           |
| 59        | Il ponte di Ryōgoku ed il grande argine (両国橋大川ばた?, Ryōgokubashi Ōkawabata) | L'imponente struttura del ponte domina la parte centrale densamente percorsa da una folla di pedoni. Il ponte Ryōgoku («due paesi», così chiamato perché unisce le province di Shimo-Usa e di Musashi) fu costruito nel 1660, e misura 160 metri, facendone il più lungo ponte della sua epoca in Giappone. Esso è anche il più antico ponte del fiume Sumida, per cui era inizialmente chiamato Ohashi («grande ponte»). Quando in seguito un nuovo ponte - quello che figura nella stampa precedente - fu costruito nel 1693, gli fu dato il nome di Shin-Ohashi («nuovo grande ponte»). L'ampio fiume è attraversato da numerose barche ed altre imbarcazioni, mentre sulla riva corrispondente alla parte inferiore dell'immagine si trovano molte sale da tè e luoghi di divertimento; i due argini del fiume creano una composizione a forme di Z con il ponte. | agosto 1856    |                           |
| 60        | I fiumi Asakusa-gawa e Miyato-gawa ed il grande argine (浅草川大川端宮戸川?, Asakusagawa Ōkawabata Miyatogawa) | La verticalità pronunciata dell'immagine è messa in evidenza dall'ampiezza del cielo e del paesaggio ridotto ad una fascia in basso, mentre il lato a sinistra è occupato di nuovo in primo piano da un grande palo ricoperto da carte bianche e rosse, in occasione del pellegrinaggio al monte Ōyama nella prefettura di Kanagawa a 60 chilometri a sud di Edo. La montagna si apre ai pellegrini il 27 del sesto mese, dopo l'esecuzione prima dell'inizio di una cerimonia di purificazione nel fiume Sumida, sotto al ponte Ryōgoku. Nell'angolo inferiore a sinistra appaiono le teste di parecchi pellegrini, coperti da un pezzo di stoffa bianco e blu, mentre sul lato a destra un'altra chiatta trasporta dei passeggeri guidati da un asceta montanaro (yamabushi) che suona una conchiglia. Il ritorno dei pellegrini dalla montagna è mostrata nella stampa nº 76. Tale sezione del fiume Sumida ha ricevuto un altro titolo in edizioni successive: Barche vicino a Ryōgoku con una veduta di Asakusa da lontano (Enkei Ryōgoku senchū Asakusa). | luglio 1857    |                           |
| 61        | Il «pino del successo» e Oumayagashi sul fiume Asakusa (浅草川首尾の松御厩河岸?, Asakusagawa shubi no matsu Oumayagashi) | Lo Shubi no matsu («pino del successo») del titolo si trova su di una banchina del fiume Sumida vicino al negozio del riso del quartiere di Asakusa. Qui si ritrovano le coppie di innamorati, come sottolinea l'ambiente notturno di questa immagine. Sul lato a sinistra appare il traghetto di Oumayagashi che collega Asakusa al quartiere di piacere di Shin Yoshiwara. Sopra la barca, i rami del pino sembrano sospesi fino al centro dell'immagine, mentre la recinzione di bambù a sinistra è nascosta dietro ad un'imbarcazione di piacere (yanebune). Il crepuscolo si stabilisce all'orizzonte mentre il cielo della sera comincia a riempirsi di stelle, dando all'insieme un'atmosfera molto romantica. I Ricordi illustrati di Edo di Hiroshige contengono un'immagine speculare di questa veduta con una donna in piedi sulla barca. | agosto 1856    |                           |
| 62        | Il padiglione Komakata-dō e il ponte Azumabashi (駒形堂吾嬬橋?, Komakatadō Azumabashi) | Nell'angolo inferiore a sinistra appare una proiezione del tetto del tempio Komakata-dō. All'epoca esso ospitava un'immagine del bodhisattva Kannon alla testa di un cavallo (Bato Kannon). Leggermente a destra di questo panorama s'innalza un grande palo di legno recante una bandiera rossa, indubbiamente quella di un negozio di prodotti cosmetici. Sullo sfondo il fiume Sumida s'allarga avendo per fondo il quartiere di Asakusa ed il ponte Azumabashi a sinistra sopra al tetto del tempio. Il cielo è coperto e sembra piovigginare mentre un cuculo minore lo attraversa repentinamente. La vicinanza dell'uccello al tempio si riferisce ad una celebre poesia d'amore del teatro kabuki. La cortigiana Takao (1640-1659), amante del daimyō Date Tsunamune del dominio di Sendai, consuma l'amore recitando questi versi: «Sei tu adesso vicino a Komakata, o mio amore? Ascolta il pianto del cuculo! (Kimi wa ima, Komakata atari, Hototogisu)» | gennaio 1857   | Reproduction de l'estampe |
| 63        | Il fiume Ayase-gawa Kanegafuchi (綾瀬川鐘か淵?, Ayasegawa Kanegafuchi) | Ecco una scena idillica il cui soggetto principale è un ramo di mimosa dai fiori rosa a forma di ventaglio. Nella parte inferiore, una zattera fatta di lunghe canne attraversa il Sumida in direzione del fiume Ayase-gawa, un affluente del Sumida che si presenta dal lato opposto. Il cielo mostra la consueta gradazione di colori in bokashi, altro esempio della maestria del cromatismo e dell'interpretazione degli elementi da parte dell'artista. Questa scena si situa a nord del Suma-gawa rappresentato in questa serie. | luglio 1857    |                           |
| 64        | Il giardino di iris di Horikiri (堀切の花菖蒲?, Horikiri no hanashōbu) | Come indica il titolo, la parte superiore del primo piano dona una veduta suggestiva di alcuni iris i cui magnifici fiori si offrono al cielo aperto. Si tratta della specie shōbu floreciente, portata per prima volta in Europa nel 1712 da Engelbert Kaempfer, per cui essa è detta iris kaempferi. Tale fiore ha conosciuto un grande successo durante il periodo dell'Art Nouveau, servendo da elemento decorativo in numerose opere ornamentali moderniste. In Giappone, questo fiore è associato alla bellezza femminile, e ciò traspare nell'immagine dalle donne che si vedono dietro agli iris, nel piano mediano. | maggio 1857    |                           |
| 65        | All'interno del santuario Kameido Tenjin (亀戸天神境内?, Kameidō Tenjin keidai) | Quest'immagine è una delle più conosciute della serie, anzi, quelle che ha ottenuto che fama in Europa, in particolare tra gli impressionisti, tra cui Claude Monet che s'ispirò ad essa per progettare il suo giardino di Giverny. Essa presenta di nuovo una grande composizione verticale dove il primo piano è occupato nella sua parte superiore da un glicine viola in fiore che scende come a cascata attraverso il quale appare sullo sfondo un paesaggio dominato da un ponte dalla curvatura più pronunciata che nella realtà. Si tratta di un taikobashi («ponte-tamburo»), un tipo di ponte originario della Cina in cui il riflesso dell'acqua dovrebbe dare la forma di un tamburo, effetto che Hiroshige, non ha invero realizzato su questa stampa. La sua portata è dimostrata dai punti di rame (gibōshi) al livello dei poli del ponte, punti di solito riservati ai ponti di alto livello, come Nihonbashi e Kyobashi. Il santuario Kameido Tenjin, che non appare nell'immagine malgrado il titolo della stampa, fu costruito nel 1660 per incitare il ripopolamento delle terre ad est del Sumida-gawa. Al momento della stampa dell'immagine, l'artiste commise un errore percettibile seguendo il blu del fiume al di là dell'orizzonte nella zona situata sotto al ponte. | luglio 1856    |                           |
| 66        | Il padiglione Sazai-dō nel tempo dei cinquecento Rakan (五百羅漢さゞゐ堂?, Gohyaku Rakan Sazaidō) | Ancora una volta Hiroshige ci propone una composizione verticale in linea d'aria dove il primo elemento che appare a destra dell'immagine è il padiglione Sazai-dō a tre livelli di una tinta giallo vivo, il cui balcone superiore permette a parecchi visitatori di ammirare il paesaggio. Infatti, questo edificio si chiamo Sansō-dō («padiglione dei tre pellegrinaggi»), poiché visitare ogni piano è un'azione reputata come un effettivo ulteriore pellegrinaggio. Esso fu costruito nel 1741 nel tempio dei cinquecento rakan, santo buddista liberato dal ciclo delle reincarnazioni. Tale zona è uno dei sobborghi di Edo, integrato alla città dopo la costruzione dei ponti Ryōgoku e Shin-Ōhash. Davanti al tempio si estende un grande prato verde mentre sullo sfondo si trovano diverse case di legno e negozi che bordeggiano il canale Tate-gawa. | agosto 1857    |                           |
| 67        | Il traghetto di Sakasai (逆井のわたし?, Sasakai no watashi) | La composizione è dominata dal fiume Naka-gawa («fiume dell'ambiente») dalle varie tinte di blu, la tinta più scura al centro corrisponde alla maggiore profondità mentre il verde-blu nella parte inferiore alle rive dove crescono le canne. Degli aironi di un bianco limpido e senza pigmenti (karazuri) vivono su quel lato del fiume. Più in alto, sulla riva opposta, si trovano una zona boschiva a sinistra ed un piccolo villaggio a destra che è lo scalo del traghetto menzionato dal titolo della stampa. Sullo sfondo appare la montagna della penisola di Chiba, ad est di Edo, circondata da nebbia, sotto un cielo bianco e rosso. | febbraio 1857  |                           |
| 68        | Il giardino aperto del santuario Hachiman di Fukagawa (深川八まん山ひらき?, Fukagawa Hachiman yamahiraki) | Questa stampa valorizza la diversità dei colori e dei contrasti cromatici degli elementi naturali, in particolare l'intenso colore rosso delle azalee ed il rosa dei ciliegi in fiore - immagine che è tuttavia anacronistica, in quanto le azalee ed i ciliegi fioriscono a più di un mese di distanza. Il colore degli alberi contrasta col verde dei campi ed il blu del fiume che serpeggia verso il basso, attraversato da diversi ponti. Alcuni piccoli personaggi passeggiano lungo il fiume mentre sullo sfondo si trova una delle cinquantotto colline artificiali che imitano il Fuji (dette fujizuka) nella regione di Edo. Queste miniature del monte Fuji misurano tra uno e dieci metri di altezza. | agosto 1857    |                           |
| 69        | Il padiglione Sanjūsangen-dō di Fukagawa (深川三十三間堂?, Fukagawa Sanjusangendō) | Questo padiglione fu costruito come una replica del tempio Sanjūsangen-dō a Kyoto (1266), celebre per le sue 1001 statue di Kannon. Esso fu eretto nel 1642 nel quartiere Fukagawa, e coi suoi 120 metri di lunghezza è una delle più grandi strutture della città. Oltre ad essere un luogo sacro, la sua lunghezza è utilizzata per la pratica del tiro con l'arco. Tuttavia, l'edificio fu demolito nel 1870 nel corso del persecuzione del Buddismo (shinbutsu bunri) durante il periodo Meiji. L'immagine mostra appena la metà dei due lati del padiglione, il quale attraversa in diagonale la scena, dando un'idea delle sue enormi dimensioni. Molti pedoni camminano da ambo i lati del padiglione, delimitato dal fiume nella parte superiore dove si trova un magazzino di legna del deposito di Kiba le cui tavole sono tutte appena delineate sulla superficie dell'acqua. | agosto 1857    |                           |
| 70        | Foce del fiume Naka-gawa (中川口?, Nakagawaguchi) | Il soggetto principale della stampa è il fiume che domina la composizione secondo il suo asse verticale e nella sua parte centrale. Il Naka-gawa è il corso d'acqua che conduce a destra nella baia di Edo, al di fuori dell'immagine. Molti pescherecci, delle zattere di legno e delle imbarcazioni con a bordo passeggeri attraversano il fiume. Nella parte inferiore, laddove navigano le barche coi passeggeri, scorre il canale Onagi-gawa in cui si trova una postazione di controllo militare. All'estremo opposto c'è il canale Shinkawa, con alcune imbarcazioni coperte da paglia che trasportano del salo prodotto nelle vicinanze. Questo canale si perde in lontananza in una fitta nebbia bianca in gradazione ichimonji bokashi. | febbraio 1857  |                           |
| 71        | Pini sparsi sulle rive del fiume Tone-gawa (利根川ばらばらま?, Tonegawa barabarama) | Questa stampa permette una nuova volta di apprezzare l'eccezionale concezione della composizione dell'artista, mostrando un paesaggio attraverso una rete da pesca che occupa il lato destro, in modo da creare l'illusione di "partecipare" alla scena. L'inconsistenza apparente di un paesaggio fluviale senza molto fascino è così valorizzata da un punto di vista originale e da un'inaspettata scena di vita quotidiana ad Edo, una delle caratteristiche dello stile tradivo di Hiroshige e della serie Cento vedute famose in particolare. Dietro alla rete, l'immagine si compone in due zone separate orizzontalmente dalla frangia dell'orizzonte, col fiume ed una zona di canneti nell'angolo inferiore a sinistra, ed il cielo sopra, nelle solite gradazioni tra il nero ed il blu, attraversato dal volo di due aironi. Al centro dell'immagine, parzialmente coperta dalla rete, figura una grande barca a vela, mentre forse pesca le carpe del fiume Tone, reputate per la loro qualità. | agosto 1856    |                           |
| 72        | Il traghetto di Haneda ed il santuario di Benten (はねたのわたし弁天の社?, Haneda no watashi Benten no yashiro) | Hiroshige ci presenta nuovamente un approccio inconsueto, con il paesaggio inquadrato dalla figura di un vogatore, di cui solo le gambe e le braccia sono visibili sul lato a sinistra, «in modo che l'intero paesaggio, come oppresso da questa gigantesca presenza, paia spinto in lontananza». Questa stampa fu criticata, soprattutto in Occidente, per la concezione fuori dal comune: Basil Stewart, autore del Subjects Portrayed in Japanese Colour-Prints (1922) pensava che ciò fosse segno di una «senilità precoce» dell'artista, mentre lo storico d'arte giapponese Minoru Uchida parlava di un «errore assoluto». Invece, per Seiichiro Takahashi, era come una «prova del genio straordinario di Hiroshige», che produsse questa veduta con l'obiettivo ricercato di incitare al riso. La prospettiva mette lo spettatore al posto del passeggero della barca, in cui appare un pezzo di ombrello nell'angolo inferiore a destra. Nello sfondo, a sinistra si trova il santuario di Benten, una divinità protettrice delle acque, mentre al centro si vede un faro. Questo santuario fu demolito dopo la Seconda Guerra mondiale per costruire l'aeroporto di Tokyo-Haneda, seppur conservando un torii sacro. | agosto 1856    |                           |
| Autunno   | | |                |                           |
| 73        | La città in fiore, la festa del Tanabata (市中繁栄七夕祭?, Shichū han'ei Tanabata matsuri) | Questa stampa comincia la serie dell'autunno, anche se la festa dipinta sia tipica delle calde giornate estive. Il festival del Tanabata è una delle cinque feste ufficiali della stagione dell'anno (gosekku). Questa volta, l'autore offre una prospettiva vista dalla sua propria casa: la parte inferiore è occupata da parecchi tetti di case del quartiere Minami Denma-chō. In secondo piano appare a destra la torre dei pompieri del distretto di Yayosu che suo padre, lavorando come vigile del fuoco, lasciò ad Hiroshige, il quale, a sua volta, diede in eredità a suo figlio. Forse è questo che spiega la mancanza d'allusione personale nel titolo del luogo rappresentato, un'occorrenza unica in tutta la serie. Più in fondo a destra si trovano molti edifici del palazzo dello shogun, mentre sullo sfondo si erge la grande massa del monte Fuji. Sopra ai tetti s'elevano nel cielo numerosi striscioni e composizioni floreali della festa. Sui pali di bambù sono appesi vari oggetti, come fogli colorati, serpentine, una rete da pesca, una zucca, un bicchiere di sakè od anche un pesce ed una fetta di anguria. Tali oggetti svolazzano al vento, ciò è forse un'indicazione della vicinanza dell'autunno. | luglio 1857    |                           |
| 74        | I negozi di seta a Ōdenma-chō (大伝馬町ごふく店?, Ōdenma-chō gofukudana) | Questa stampa presenta dei personaggi in processione, vestiti con abiti festivi e cerimoniali. Questa è una delle poche stampa dove i personaggi occupino un posto centrale nella composizione, in contrasto con le abituali piccole figure integrate col paesaggio. Malgrado il loro abbigliamento da samurai, consistente in pantaloni ed una veste dello stesso disegno (kamishimo) più un abito kosode sopra, essi sono dei carpentieri, che celebrano la chiusura dell'acqua di un edificio a causa del sisma del 1855. I carpentieri lavoravano molto all'epoca. Qui, questi festaioli sono manifestamente ebbri, cosa che l'artista ha magistralmente tradotto sui loro visi, mostrando il suo senso dell'umorismo e dell'esplorazione psicologica. Sullo sfondo appare il negozio di seta Daimaru, con un'alternanza di tende nere e rosse che portano la calligrafia del nome della bottega accanto al nome del suo fondatore, Shimomura Hikouemon. | luglio 1857    |                           |
| 75        | Il quartiere dei tintori a Kanda (神田紺屋町?, Kanda konya-chō) | Questa è nuovamente una grande composizione verticale che dimostra il profitto che l'artista è in grado di ottenere dal formato ōban. L'immagine rappresenta alcune grandi tele appese ad asciugare dai tintori del quartieri di Kanda, reputato per la qualità dei suoi tessuti. A sinistra, i due lati delle tele sono colorati di marrone ed indaco, con dei disegni floreali ed a scacchiera destinati agli yukata. Al centro, lunghe strisce di tessuto di colore bianco e blu devono essere tagliate per formare delle bande. Le due strisce bianche in primo piano portano il segno «pesce» (sakana), possibile allusione al cognome dell'editore, Eikichi Sakanaya, mentre le altre due dietro mostrano il monogramma di Hiroshige, costituito dalla sillaba hi inserita in un ro a losanga. Sullo sfondo appaiono il palazzo dello shogun ed il Fuji. Katsushika Hokusai aveva già realizzato una composizione simile a questa qui nella sui serie Cento vedute del monte Fuji, anche se questa immagine è stata sicuramente composta da Hiroshige in omaggio al maestro dell'ukiyo-e. | novembre 1857  |                           |
| 76        | La diga di bambù vicino al ponte di Kyōbashi (京橋竹がし?, Kyōbashi Takegashi) | In questa veduta notturna dominata dalla luna piena che appare dietro al cartello del titolo, la figura imponente del ponte Kyōbashi crea la prospettiva in primo piano, dietro cui s'erge un alto muro di bambù, costruito per seccare il legno. Sul lato destro del ponte passa una processione di pellegrini di cui alcuni portano una lanterna, ed altri circolano nei due sensi. I gibōshi (decorazioni ornamentali) metallici nel mezzo della curvatura del ponte indicano che si tratta di un ponte importante. I pellegrini tornano dal monte Ōyama (vedasi la stampa nº 60) e portano una lampada rossa su cui sono scritti i caratteri hori («conservare») e take («bambù»). Questa stampa ha ispirato a James Abbott McNeill Whistler il suo quadro Notturna in blu ed oro - il Vecchio Ponte di Battersea (1872-1875). | dicembre 1857  |                           |
| 77        | Il ponte di Inaribashi ed il santuario Minato-jinja a Teppōzu (鉄砲洲稲荷橋湊神社?, Teppōzu Inaribashi Minato jinja) | La composizione della stampa è strutturata dai pali di una nave da cargo in primo piano, altro esempio del sensazionalismo ricercato dall'artista lungo tutta la serie. L'immagine è così divisa in tre fasce verticali in cui nella parte inferiore appare il fiume (si tratta del canale Hatchobori) pieno di navi da merce e da passeggeri, mentre il piano mediano è occupato dalla curvatura del ponte Inaribashi. Quest'ultimo conduce dal lato di sinistra ad una porta rossa corrispondente al santuario Minato-jinja e dal lato di destra alle case bianche dei magazzini portuali. La baia di Edo è poco profonda, quindi le barche restano ancorate a distanza e le merci vengono scaricate e conservate nei magazzini. Infine, s'innalza all'orizzonte la figura famigliare del Fuji. | febbraio 1857  |                           |
| 78        | Teppōzu ed il tempio Tsukiji Monzeki (鉄砲洲築地門跡?, Teppōzu Tsukiji Monzeki) | La parte inferiore di questo ampio panorama è occupata dalle vele delle navi da merce, mentre il centro dell'immagine da molti pescherecci ed infine da un villaggio sulla riva opposta del fiume. Sullo sfondo si trova il tetto impressionante del Nishi Hongan-ji della setta buddhista Jōdo Shinshū, affiliata al tempio omonimo di Kyoto. Fondato nel 1617 nel quartiere di Hamacho a sud di Asakusa, il tempio fu trasferito nel quartiere di Tsukiji (letteralmente «terrapieno») dopo il grande incendio di Meireki del 1657, in cui prese il nome di Monzeki Tsukiji. Quando la stampa fu creata, il tempio era in ricostruzione dopo essere stato distrutto da una tempesta nel 1854, ma l'artista ha scelto di renderlo nella sua forma ideale, in accordo con la nozione di meisho («veduta famosa») che impregna tutta la serie. Come la stampa nº 79, questa ha un titolo alternativo: Supplementi divertenti alle Cento vedute famose di Edo (Edo hyakkei yokyō). Probabilmente Hiroshige voleva mettere fine a questa serie dopo aver già prodotto 110 stampe, ma davanti al successo della serie presso il pubblico ed all'insistenza del suo editore, egli riprese il titolo originario. | luglio 1858    |                           |
| 79        | Il santuario Shiba Shinmei ed il tempio Zōjō-ji (芝神明増上寺?, Shiba Shinmei Zōjōji) | Quest'immagine mostra un gruppo di turisti venuti dalla campagna per vedere la capitale, preceduti da una guida che apre loro la strada. L'artista mostra nuovamente il suo talento nel rendere la fisionomia e la personalità dei personaggi, così come la caratterizzazione psicologica delle figure. Dietro di loro, un gruppo di monaci che portano dei cappelli di paglia stanno ugualmente per visitare il tempio. Il tempio Zōjō-ji appartiene alla setta della Terra pura e costituisce il pantheon del clan Tokugawa. A destra si trova il santuario Shiba Shinmei con i suoi intrecci (chigi) e le sue travi trasversali (katsuogi). Fu costruito nell'XI secolo nello stile arcaico dell'originale santuario di Ise. I volti rallegrati, quasi caricaturali dei paesani che contrastano con il gruppo di monaci novizi sono insoliti in questa serie. | luglio 1858    |                           |
| 80        | Il ponte di Kanasugi e Shibaura (金杉橋芝浦?, Kanasugibashi Shibaura) | Questo è un ulteriore esempio di paesaggio visto attraverso diversi elementi che figurano in primo piano, una delle caratteristiche principali della serie. Vi si trovano parecchi striscioni portati in processione da pellegrini che attraversano il ponte Kanasugi alla foce del fiume Furukawa. Le scritte rivelano che essi sono membri della setta buddhista Nichiren il cui simbolo è un fiore di arancio inserito in un quadrato (izutsu tachibana). Il gruppo, molto compatto, si distingue dagli ombrelli nell'angolo inferiore a sinistra, sopra cui svolazzano alcune tele bianche e marroni con la scritta Uoei, riferimento all'editore Eikichi Uoya, altro nome di Eikichi Sakanaya. Il lungo striscione rosso porta la scritta Namu Myōhō Rengekyō («Omaggio al Sutra del Loto della Legge mistica»). La processione va o torna dal tempio Honmon-ji nel quartiere di Ikegami dove morì il fondatore della loro scuola, Nichiren (1222-1282). | luglio 1857    |                           |
| 81        | Ushimachi a Takanawa (高輪うしまち?, Takanawa ushimachi) | Basata su di una composizione dall'opposizione dei piani, l'immagine presenta in primo piano a destro la metà di una ruota ed il timone di una vettura in riferimento al vicino quartiere di Ushimachi («quartiere del bue»). Il nome gli fu dato nel 1634, quando furono condotti ad Edo numerosi buoi destinati a servire alla costruzione del tempio della famiglia Tokugawa, lo Zōjō-ji. Takanawa è la porta meridionale di Edo che conduce a Kyoto dalla strada Tōkaidō. Dietro la strada si trova la baia di Edo col le sue barche a vela ed i suoi terrapieni daiba costruiti come misura difensiva tra il 1853 e 1855, dopo l'arrivo della flotta degli Stati Uniti condotta dal commodoro Perry. Ai piedi della strada si trovano due cani e qualche rifiuto, tra cui due fette di anguria ed una sandalo di paglia mordicchiato da uno dei cani. Il cielo è attraversato da un arcobaleno che passa dietro al timone della vettura. Così, la strada come l'arcobaleno alludono a Takanawa, che significa «alta strada». | aprile 1857    |                           |
| 82        | Contemplazione della Luna (月の岬?, Tsuki no Misaki) | Questa è un'altra immagine immersa nella dolce luce notturna della Luna che appare tagliata dal balcone ed attraversata da un volo di uccelli. Questa stampa si situa nel quartiere Shinagawa, mostrato anche nella successiva. Dalle porte scorrevoli fusuma appare una camera che dà una magnifica vista della baia di Edo in cui sono ancorate numerose barche a vela. Le fortificazioni che dovrebbero essere visibili nella baia scompaiono per non infrangere l'armonia della scena. Sul tatami verde, i resti della cena, wasabi e sashimi su di un piatto laccato di rosso, una tazza di sakè, un tovagliolo, una lampada ed un ventaglio. Dai entrambi i lati si vedono due figure: a destra, una geisha che ha appena appoggiato a terra il suo shamisen, a sinistra, una cortigiana che si sta svestendo per andare a dormire. L'immagine presenta una sequenza cronologica: sa destra a sinistra - come si fa la lettura in giapponese - la cena è terminata, la Luna è apparsa ed il personaggio s'appresta ad andare a dormire. Si crea un ambiente lirico e sereno che evoca la calma e la felicità, le quali trascendono la mondanità di questa scena di vita quotidiana. Ignorando tutti i dettagli concreti, Hiroshige crea una «immagine generalizzata» delle case da tè di Shinagawa. | agosto 1857    |                           |
| 83        | Lingua di terra a Shinagawa (品川すさき?, Shinagawa Susaki) | Questo ampio panorama aereo mostra la baia di Edo come si vede dal quartiere di Shinagawa, allo stesso modo della stampa precedente. Nella parte inferiore dell'immagine scorre il fiume Meguro, attraversato da un ponte che conduce alla zona che dà il nome a questa veduta, dove è situato il santuario Benten il cui edificio principale è chiaramente illuminato ed accessibile per un torii rosso. Benten è l'abbreviazione di Benzaiten (Sarasvati in sanscrito), divinità buddista dei fiumi e dei laghi così come della fortuna negli affari. Altri santuari di Benten appaiono nelle stampe 72, 87, 88 e 117. Nella piccola penisola, si osservano parecchie navi che transitano nella tranquilla baia di Edo le cui acque limpide lasciano trasparire le venature del legno utilizzato per lo stampaggio. Il cielo, attraversato dal volo di uccelli, suggerisce un sole che tramonti. | aprile 1857    |                           |
| 84        | La casa da tè «Dal nonno» a Meguro (目黒爺々が茶屋?, Meguro jijigachaya) | L'immagine mostra molti viaggiatori fermi ad un punto di riposo tra due colline di pini sulla strada che attraversa la quartiere di Meguro, dove si trova una piccola casa da tè menzionata nel titolo. Al centro si apre un'ampia vallata che un tempo serviva da terreno per la pratica della falconeria, riservata allo shogun. Meguro è attualmente un quartiere a sud di Tokyo. Sullo sfondo appare il Fuji dietro ad altre montagne che si elevano sopra la bruma, mentre le figure dei pini occupano tutta la parte sinistra del cielo. Tale paesaggio era molto apprezzato dagli artisti giapponese, figurando anche in una stampa realizzata da Shiba Kōkan alla fine del XVIII secolo con l'utilizzo della prospettiva occidentale. | aprile 1857    |                           |
| 85        | La collina Kinokuni vista in lontananza da Akasaka e dallo stagno di Tameike (紀ノ国坂赤坂溜池遠景?, Kinokunizaka Akasaka Tameike enkei)                                                                                    | Il motivo principale della stampa è costituito da una processione di samurai che salgono la collina di Kinokuni, lungo il fossato che circonda il palazzo imperiale. Sulla veste del conduttore è impresso il simbolo del giglio (shobu), che può ugualmente essere letto come «il rispetto dello spirito guerriero». Alcuni personaggi emanano una freddezza marziale, mentre i loro atteggiamenti sono un po' caricaturali. Sullo sfondo si trova il quartiere densamente popolato dove abita la classe borghese urbana (chōnin), composta da artigiani, operai e commercianti. Il contrasto tra queste due classi sociali è paradigmatico della società nipponica dell'epoca: le classi inferiori rappresentavano più della metà della popolazione di Edo (tra 1,5 e 2 milioni di abitanti), ma occupano solamente il 20% della superficie abitabile. | settembre 1857 |                           |
| 86        | Naitō Shinjuku a Yotsuya (四ッ谷内藤新宿?, Yotsuya Naitō Shinjuku) | In nuovo esempio della ricerca dell'originalità nella composizione, l'artista mostra qui la scena attraverso le zampe dei cavalli le cui deiezioni sul suolo paiono indubbiamente assai volgari per l'epoca. Si vede sullo sfondo una vivace via ricca di negozi a Shinjuku («nuova stazione postale»), luogo abituale di prostituzione e prima tappa della strada Kōshū Kaidō che conduce a Shimosuwa (prefettura di Nagano). Hiroshige allude sicuramente alla seguente citazione: «fiori che crescono sullo sterco di cavallo a Yotsuya», estratta dal libro Lo splendido Sogno di Maestro Kinkin (Kinkin-sensei eiga no yume, 1775), riferimento alle prostitute di Shinjuku. | novembre 1857  |                           |
| 87        | Il santuario di Benten allo stagno di Inokashira no ike (井の頭の池弁天の社?, Inokashira no ike Benten no yashiro) | Questa prospettiva aerea presenta una vista panoramica dello stagno Inokashira no ike, da cui l'acquedotto Kanda prende l'acqua per portarla alla città. Nella parte inferiore a sinistra si trova un'isola che ospita il santuario Benten, divinità protettrice delle acque, già incontrata sulle stampe 72 o 83. Questa santuario fu fondato nel 1197 dal signore della guerra Minamoto no Yoritomo, mentre la statua principale è opera di Saicho Daishi, fondatore della scuola buddhista Tendai. La parte centrale mostra un'isola le cui rive sono coperte da canneti mentre sullo sfondo, una foresta ed una montagna emergono dalla foschia. Sopra allo stagno volano degli aironi. In tutta la serie, questo sito, ad ovest di Edo, rappresenta il punto lontano dalla città. | aprile 1856    |                           |
| 88        | Il fiume Takino-gawa a Ōji (王子滝の川?, Ōji Takinogawa) | Questa è un'immagine tipicamente autunnale che sottolinea le foglie rosse degli aceri. Se l'attrazione principale nei paesaggi primaverili è la contemplazione dei ciliegi in fiore, in autunno, sono gli aceri ad attirare numerosi visitatori, particolarmente nella regione di Ōji, dove molti alberi sono stati piantati dallo shogun Tokugawa Yoshimune all'inizio degli anni 1730. Il colore marrone rossastro di tali alberi è realizzato con dei pigmenti tan, ottenuti dal piombo o dall'ossido di ferro. Il soggetto principale di quest'ulteriore veduta aerea è un'alta collina circondata dal fiume Shakujii, detto Takino-gawa («fiume delle cascate») nel titolo della stampa per le sue numerose cascate, come quella rappresentata a destra. Nella parte in basso si trova una piccola isola con un pergolato dove alcuni bagnanti fanno le loro abluzioni. Non lontano da là, si distingue l'arco di un torii che indica l'accesso di un santuario situato in una grotta dedicata alla dea delle acque Benzaiten e dipendente dal santuario Matsubashi-Benten le cui torri sono visibili in alto a destra, sulla collina coronata da pini. Il fiume è attraversato da un ponte che viene da Nakasendō, stata conducente a Kyoto, e dove si trovano il santuario Oji-Gongen ed il tempio Kinrin-ji. Superato il ponte, un sentiero porta a qualche casa da tè situata tra gli alberi. | aprile 1856    |                           |
| 89        | Il «pino della Luna» a Ueno (上野山内月のまつ?, Ueno sannai Tsuki no matsu) | Questo pino – già visto sull'undicesima stampa – prende il suo nome dalla forma inconsueta di uno dei suoi rami, curvato in un cerchio quasi perfetti. I Giapponesi amano dare dei nomi agli alberi singolari o dal significato particolare, come mostrato nelle stampa 26, 61 e 110. Ancora una volta, la composizione è strutturata a partire da un primo piano ingrandito che guida l'occhio verso il paesaggio, qui lo stagno Shinobazu no ike e dietro un quartiere appartenente al potente daimyō Maeda, signore di Kaga (prefettura di Ishikawa), oggigiorno occupato dall'Università di Tokyo. Più vicino all'osservatore, nell'angolo in basso a destra, si trovano diversi edifici tra cui s'innalza un santuario di colore rosso di nuovo dedicato a Benten, su di un'isola costruita ad immagine di quella di Chikubushima a nord-est di Kyoto. | agosto 1857    |                           |
| 90        | Veduta notturna del quartiere di Sarukawa-machi (猿わか町よるの景?, Saruwaka-machi yoru no kei) | Per questa veduta notturna, Hiroshige usa una prospettiva più occidentale al fine di suggerire la profondità della strada rappresentata, con un punto di fuga sulla sinistra e leggermente inclinato verso il centro dell'immagine. La via, principalmente occupata da teatri di marionette, di kabuki e bunraku, è percorsa da numerosi passanti le cui ombre sono ben visibili al chiaro di luna. Dopo l'incendio del 1841, i teatri sono raggruppati nel quartiere Saruwaka-machi. I teatri ufficiali sono indacati da una yagura, la struttura che appare su certi tetti. A quest'ora, la maggior parte dei teatri è chiusa, ad eccezione del teatro Morita da cui sfugge della luce a sinistra, e che fu aperto appena dopo un incendio nel 1855. A partire dal 1830, Hiroshige studiò approfonditamente gli effetti della luce e le immagini di notte, come nella sua serie Figure improvvisate (Sokkyo kageboshi zukushi) e nel suo trittico Chiaro di luna su Kanazawa della serie Neve e luna. | settembre 1856 |                           |
| 91        | All'interno del santuario Akiba a Ukeji (請地秋葉の境内?, Ukechi Akiba no keinai) | Questa veduta aerea mostra lo stagno del bel giardino del santuario di Akiba le cui divinità proteggono dagli incedi. La stampa valorizza le fogli di acero dai colori arancione ed ocra riflessi sull'acqua. Nell'angolo inferiore a sinistra si trova un padiglione da tè sulla terrazze del quale un monaco dipinge il paesaggio dinanzi a lui. Si tratta forse di un autoritratto di Hiroshige, secondo lo storico d'arte Henry D. Smith. In questo caso, la donna accanto sarebbe sua moglie, Yasu, accompagnata da suo figlio Tatsu. Questa ipotesi è sostenuta dalla speciale relazione esistente tra la famiglia ed il santuario Akiba, dove Hiroshige III, l'ultimo discepolo dell'artista e marito di sua figlia Tatsu, posò una placca commemorativa in occasione del 25º anniversario della morte del maestro. | agosto 1857    |                           |
| 92        | Il tempio Mokubō-ji e gli orti nella baia di Uchigawa (木母寺内川御前栽畑?, Mokubōji Uchigawa Gozensaibata) | La baia di Uchigawa fa parte del Sumida, principale fiume della città. Sulle sue rive si trova il tempio Mokubō-ji, eretto nel X secolo come mausoleo di un giovane signore di nome Umewaka, protagonista di una tragedia che fu incorporata in un'opera del teatro Nō intitolata «Sumida-gawa»: essendosi perso, il giovane cadde nelle mani di un mercante di schiavi e finì per morire di malattia e di sfinimento sulle rive del fiume Sumida, con grande disperazione della madre. Il tempio Mokubō-ji citato nel titolo è vicino, ma non quello rappresentato su questa stampa: l'edificio a destra è il ristorante Uehan (acronimo del suo proprietario, Uekiya Han'emon) specializzato nei prodotti marittimi, che Hiroshige aveva già dipinto nelle sue Vedute dei ristoranti famosi di Edo, le quali erano tuttavia ambientate in inverno e sotto un'angolatura differente. Il tempio, così come il ristorante ed i giardini, è una destinazione turistica molto popolare come mostrato dalle due dame che scendono dalla barca e si dirigono verso l'edificio. Il giardino a sinistra, conosciuto come Gozensaihata («onorevole orto»), il cui nome figura nel titolo, è coltivato dai pescatori dei dintorni e conta trentasei specie di legumi destinati allo shogun. Tokugawa Iesada frequentò il ristorante un mese prima della pubblicazione della stampa. Forse ciò fu la ragione per la quale Hiroshige creò questa composizione, poiché uno degli obiettivi della serie era mostrare al pubblico le novità.                       | dicembre 1857  |                           |
| 93        | Il traghetto di Niijuku (にい宿のわたし?, Niijuku no watashi) | Il traghetto di Niijuku serve ad attraversare il fiume Naka-gawa che determina il limite settentrionale di Edo, ma esso non appare che in parte nell'angolo inferiore destro, cosicché la sua presenza non sia che un pretesto per presentare un ampio panorama sul paesaggio circostante. La parte a sinistra dell'immagine è occupata da un ristorante ben illuminato verso cui si dirigono alcune persone mentre altre restano sul molo; intanto un uomo pulisce gli zoccoli del suo cavallo nell'acqua del fiume. Seduto in mezzo a grandi pini sulla riva si trova un pescatore mentre una nave carica di merci gli passa davanti. Lo sfondo è offuscato dalla nebbia il cui colore rossastro indica il crepuscolo, e l'abituale sfumatura del cielo è resa grazie alla tecnica bokashi. | febbraio 1857  |                           |
| 94        | Gli aceri di Mama, il santuario di Tekona ed il ponte di Tsugihashi (真間の紅葉手古那の社継はし?, Mama no momiji Tekona no yashiro Tsugihashi)                                                                              | L'immagine è inquadrata dai tronchi di due aceri i cui rami s'intrecciano ed il cui colore autunnale delle foglie presenta una tinta talvolta rossastra talaltra nerastra distinta dalle impressioni anteriori, dovuta ad una variazione chimica dei pigmenti impiegati. La gente di Mama ad est di Edo passeggia lungo il fiume Edo-gawa, luogo molto frequentato d'autunno per ammirare i suoi aceri. In questa città si trova il tempio buddista Guhō-ji, il cui altare è dedicato a Tekona, contadina dalla grande bellezza che secondo la leggende si gettò nel fiume per sfuggire ai suoi pretendenti, i quali le rendevano la vita impossibile. La sua leggenda è riportata nel famoso Man'yōshū (万葉集? Raccolta di diecimila foglie), antologia poetica dell'VIII secolo dove i versi su Tekona precedono direttamente quelli sul monte Tsukuba visibile sullo sfondo. Nel 1501 fu fondato il tempo menzionato nel titolo della stampa, dove è possibile pregare per un buon parto od una protezione contro la varicella. Il tempio appare nel paesaggio a sinistra, col suo tetto spiovente preceduto da un arco torii. Il ponte Tsugihashi («lungo ponte») che si vede al centro evoca egualmente questa leggenda: un'altra antologia di poesia menziona un pretendente di Tekona che si lamentava sul ponte di non portelo attraversare di notte per vedere la sua amata. La composizione segnata dalle foglie in primo piano e la dolce luce vespertina danno un'aria lirica a questa scena dove nacque la leggenda di Tekona.         | gennaio 1857   |                           |
| 95        | Veduta di Kōnodai e del fiume Tone-gawa (鴻の台とね川風景?, Kōnodai Tonegawa Fūkei) | La ripida collina di Kōnodai che domina il Tone-gawa – oggi chiamato Edo-gawa – è un importante bastione difensivo. In questa immagine, il lato a sinistra della composizione è occupato da una sporgenza rocciosa dipinta in uno stile cinese. Essa è sormontata da tre grandi pini ai piedi dei quali tre piccoli personaggi conversano animatamente, dando una buona idea dell'altezza della collina. Questo luogo è soprattutto conosciuto grazie ad un'opera letteraria, Nansō satomi hakkenden («Cronache degli otto cani») di Kyokutei Bakin. Il fiume è percorso da barche cariche di merci dirette verso la città, mentre all'orizzonte appare il Fuji in un cielo giallo che segnala una mattina chiara. Il colore blu della parte superiore del cielo è nuovamente segnato dalla venatura del legno utilizzato per l'impressione. | maggio 1856    |                           |
| 96        | Horie e Nekozane (堀江ねこざね?, Horie Nekozane) | Horie e Nekozane sono due villaggi situati sulle rive opposte del fiume Kyūedo («vecchia Edo») – un affluente dell'Edo-gawa - reputato per i suoi eccellenti frutti di mare. I meandri del fiume strutturano tutta la composizione che porta lo sguardo verso lo sfondo dove s'estende la baia di Edo. Nella parte inferiore, due personaggi sono rappresentati su di una striscia di terra mentre cacciano gli uccelli (probabilmente delle pivieresse) con una rete nascosta sotto la sabbia. La parte centrale è occupata dai due villaggi collegati da due ponti che attraversano il fiume pieno di imbarcazioni. Sulla destra, seminascosto dalla pineta, si trova un piccolo santuario annunciato da un torii. Dalla nebbia dello sfondo emerge l'imponente figura del Fuji, coperta da una penombra rossastra. Il sigillo della censura porta il segno del secondo del secondo mese dell'era Ansei 3 (1856), per cui questa è una delle prime stampe della serie realizzate dall'artista. | febbraio 1856  |                           |
| 97        | I «cinque pini» ed il canale Onagi (小奈木川五本まつ?, Ongagigawa Gohonmatsu) | Conformemente al principio stilistico della serie, l'immagine è composta a partire dal primo piano occupato dai rami di un vecchio pino sostenuto da travi di legno attraverso cui appare il paesaggio sullo sfondo. Gohonmatsu («cinque pini») è il nome di un quartiere di Edo che fa riferimento a cinque pini secolari piantati lungo il canale Onagi-gawa nel 1732 e di cui non resta all'epoca di Hiroshige che quello qui rappresentato. La località dove si trova il pino appartiene al daimyō di Ayabe. Qui, l'artista deforma la realtà per ottenere un maggiore effetto scenografico: il canale è infatti perfettamente dritto e la curva rappresentata nella stampa immaginaria. L'imbarcazione del centro che porta due rematori è la copia fatta da Hiroshige di un'opera di Katsushika Hokusai, Tramonto attraverso il ponte Ryōgoku dalla riva del fiume Sumida a Onmayagashi (dalle Trentasei vedute del Monte Fuji) dove è riprodotto con precisione il dettaglio del passeggero che imbeve un fazzoletto nell'acqua. | luglio 1856    |                           |
| 98        | Fuoco d'artificio sul ponte Ryōgoku (両国花火?, Ryōgoku hanabi) | Spesso descritta come espressione dell'essenza della cultura di Edo, questa stampa è una delle più conosciute della serie ed un nuovo esempio della grande abilità dell'artista a rappresentare la vita notturna così come ad utilizzare la verticalità mediante la prospettiva aerea. Il ponte di Ryōgoku sul Sumida-gawa è uno dei più grandi della città. Il ventottesimo giorno del quinto mese si tiene la festa del kawabiraki («apertura del fiume»), che consiste in un rituale di abluzione per allontanare gli spiriti maligni. I primi fuochi d'artificio risalgono al 1733, incoraggiati dallo shogun Tokugawa Yoshimune, anche se col tempo si estesero a numerose occasioni oltre che alla cerimonia annuale, particolarmente durante le notti d'estate. Essi sono patrocinati dalle società di noleggio di barche e dai ristoranti che sono i principali beneficiari dello spettacolo. Il fiume è dunque coperto da barche, dalla piccola yanebune («barca coperta») fino alla tradizionale yakatabune («barca-palazzo») ed alla urourobune, imbarcazione che vende cibo e bevande. I fuochi d'artificio sono rappresentati nell'angolo superiore a destra sotto la forma di stelle vivamente illuminate mentre nella parte centrale, un'alta fiammata descrive una curva pronunciata nel cielo di un colore scuro che segue le venature del legno. | agosto 1858    |                           |
| Inverno   | | |                |                           |
| 99        | Il tempio Kinryū-zan ad Asakusa (浅草金龍山?, Asakusa Kinryūzan) | Con questa stampa comincia la serie dedicata all'inverno. Il tempio di Kinryūzan consacrato al bodhisattva Kannon si trova nel quartiere di Asakusa. Come d'abitudine, lo sfondo è mostrato da diversi elementi del primo piano, in questo caso un battente rosso e verde della porta Kaminarimon («porta del tuono»), sul lato sinistro, ed una lanterna votiva che occupa tutta la parte superiore dell'immagine e su cui è impresso «Shinbashi», il nome del donatore. Poi la composizione guida lo sguardo verso un paesaggio innevato dove un gruppo di persone si dirige verso l'interno del tempio. Una pagoda si trova a destra ed il centro è occupato dalla niōmon («porta dei due re guardiani») di un intenso colore rosso accentuato dal contrasto col bianco della neve. La pagoda fu ricostruita due mesi prima di questa stampa, dopo il sisma del 1855. Il cielo, graduato dal bianco al nero attraverso diverse sfumature di grigio, è coperto da fiocchi di neve. | luglio 1856    |                           |
| 100       | La diga di Nihon e Yoshiwara (よし原日本堤?, Yoshiwara Nihontsutsumi) | La diga Nihontsutsumi è l'ultimo tratto della strada che conduce al quartiere dei divertimenti di Shin Yoshiwara. Sotto la luce fioca della luna nascente, alcune persone circolano, certi in lettiga portata dai servitore. Dai due lati della strada, parecchi chioschi servono tè. In alto a destra, dietro a degli alberi, appaiono i tetti delle case chiuse di Yoshiwara, circondati da nebbia dal colore violetto. Alla fine della strada, facendo da collegamento con i tetti, sorge un salice piangente, il famoso Mikaeri Yanagi («salice che guarda indietro»), dove i clienti dei bordelli gettano uno sguardo indietro prima di entrare nell'atmosfera dissoluta del quartiere Yoshiwara. Questo motivo, associato al volo delle oche selvatiche nel cielo notturno, dà all'immagine un carattere assai malinconico. | aprile 1857    |                           |
| 101       | Risaie ad Asakusa e la festa del Torinomachi (浅草田甫酉の町詣?, Asakusa tanbu Torinomachi mōde) | Su questa stampa, il paesaggio appare attraverso la finestra di una stanza formando una griglia dietro cui vi è lo sfondo. La prospettiva è dunque creata da questo primo piano. Il luogo è probabilmente un bordello del quartiere di Yoshiwara poco dopo l'uscita di un cliente. Un asciugamano ed una ciotola d'acqua sono sul davanzale della finestra ed un onkotogami («carta per l'onorevole atto») giace sul pavimento in basso a sinistra. Alcune kumate kanzashi (forcine di zampa d'orso) sono state probabilmente offerte dai clienti alla cortigiana. Tale motivo si riferisce simbolicamente alla festa annunciata dal titolo, festa che ha luogo il «giorno del pollo» dell'undicesimo mese ed in cui è consuetudine indossare delle forcine di zampe d'orso, simbolo della felicità. Nella parte centrale del paesaggio sullo sfondo passa la processione di questa festa che si dirige verso il tempio Chōkoku-ji. Più in lontananza si erge il monte Fuji, con la sua forma conica simmetricamente divisa in due da una barra della finestra. Uno degli elementi più singolari di questa immagine è il gatto che osserva il paesaggio dalla finestra e rappresenta allegoricamente la cortigiana. La stampa fu realizzata con la tecnica detta kimedashi (stampa a rilievo), consistente nel pressare una lastra lignea sulla carta in modo che siano impresse linee e contorni. Tale opera, apprezzata in Occidente, fu utilizzata per illustrare un articolo di William Anderson su Hiroshige sulla rivista Le Japon artistique. | novembre 1857  |                           |
| 102       | Minowa, Kanasugi e Mikawashima (蓑輪金杉三河しま?, Minowa Kanasugi Mikawashima) | Questa veduta rappresenta due gru della Manciuria (tanchōzuru), una che sguazza nell'acqua e l'altra che sembra sorvolare la scena occupando tutta la parte superiore dell'immagine. I tre luoghi menzionati nel titolo si trovano a sud-ovest del quartiere di piacere di Yoshiwara, vicino alla strada di Ōshū Kaidō. In inverno, lo shogun ricorreva a dei falchi addestrati per le sue cacce agli aironi chiamate tsuru no onari («giro degli aironi») in quella zona. Per attirarli, gli agricoltori lasciano del cibo come esca, così come probabilmente indica la figura del paesano che si allontana a sinistra. Il piumaggio degli aironi è realizzato con la tecnica del karazuri (stampa a vuoto), un tipo di stampa a secco in cui la lastra di legno è pressata contro la carta con una specie di tampone detto baren. Gli aironi simboleggiano la longevità, la felicità e la fedeltà nel matrimonio poiché la loro unione con un partner dura tutta la vita. Il motivo delle coppie di aironi è comune nella tradizione pittorica cinese. | maggio 1857    |                           |
| 103       | Il grande ponte di Senju (千住の大はし?, Senju no ōhashi) | Questa è una delle prime immagini della serie secondo la data indicata dalla censura, ed essa segna il limite nord di Edo. Forse l'artista volle definire il perimetro della sua attività. Il grande ponte di Senju che attraversa il fiume Ara-kawa sulla strada di Ōshū Kaidō fu costruito nel 1594 da Tokugawa Ieyasu. Era comune che gli shogun lo attraversassero durante il pellegrinaggio a Nikkō, dove si trova la tomba di Ieyasu, il fondatore della dinastia. La veduta mostra la solida struttura del ponte che gli ha permesso di resistere a numerose catastrofi. S'incrociano parecchi viaggiatori, tra cui uno a cavallo e con la lettiga. Dietro al ponte si trova a sinistra un villaggio di pescatori mentre il fiume è percorso da barche cariche di merci o da zattere di legno. Lo sfondo è quasi un condensato dell'arte di Hiroshige, con le montagne avvolte dalla foschia ed il cielo colorita dalla luce rossa del tramonto. | febbraio 1856  |                           |
| 104       | La diga di Koume (小梅堤?, Koumetsutsumi) | Il canale Yotsugi-dōri – già rappresentato sulla stampa nº 33 - viene utilizzato per il trasporto, benché quest'immagine non mostri barche e presenti un paesaggio quasi idillico. Tale luogo è situato dal lato orientale del fiume Sumida, a nord del quartiere di Honjo, vicino alla piccola città di Koume. Il canale attraversa la veduta in diagonale, sparendo sullo sfondo dopo una curva stretta. La tinta più scura del blu al centro del canale ne indica la profondità. Tutta la parte destra dell'immagine è occupata da un grande ontano (hannoki) ai piedi del quale due bambini giocano con dei cani. Due dame, vestite con haori invernali, attraversano il ponte, mentre dall'altro lato si trova una strada con parecchi negozi. Al centro dell'immagine, un pescatore solitario è seduto sulla riva, con la sua canna nel fiume. Il cielo è percorso da uno stormo di uccelli per rompere la monotonia della parte superiore dell'immagine. | febbraio 1857  |                           |
| 105       | Oumayagashi (御厩河岸?, Oumayagashi) | Quest'immagine notturna è in armonia col tema rappresentato: le donne a sinistra sono dette yotaka («uccelli della notte»), una delle forme più squallide di prostituzione. Elle sono comunemente accompagnate da un padre od un fratello ed indossano una stuoia di paglia al fine di poter offrire i loro servizi ovunque. I loro visi sono spesso così deformate che sono costrette ad applicare del trucco tanto spesso da farle sembrare delle maschere. Il fiume è rappresentato con un forte moto ondoso, e molte altre barche attraversano le sue acque. Il lato destro è occupato dai rami degli alberi ed il fondo grigio mostra nuovamente le striature lasciate dalla stampa del legno. | dicembre 1857  |                           |
| 106       | Il deposito di legname di Fukagawa (深川木場?, Fukagawa kiba) | Questa stampa di un paesaggio completamente coperto di neve sorprende e dà allo spettatore una sensazione di fredda desolazione, sentimento accentuato dal cielo grigio pieno di fiocchi e dal blu intenso dell'acqua del fiume che gli conferisce un aspetto glaciale. La cornice formata dai tronchi di legno e dal contorno delle montagne in lontananza infonde a questo paesaggio concreto un aspetto di "fiaba invernale". Come di consuetudine, Hiroshige introduce molti elementi aneddotici, quali i due passeri che vola sopra la scena ed i due cani nell'angolo inferiore a sinistra così come un ombrello giallo in basso al centro, dove nuovamente si legge il kanji sakana («pesce») in allusione ad Eikichi Sakanaya, l'editore della serie. Il deposito di legname si trova fuori dalla città per prevenire gli incendi, in particolare a Fukagawa, ad est del fiume Sumida. Molte travi di legno attraversano la scena in diagonale, a destra come a sinistra. Tale disposizione associata al movimento a zigzag del corso del fiume dona all'immagine un dinamismo contrastante con la tranquilla immobilità del paesaggio innevato. | agosto 1856    |                           |
| 107       | Fukagawa Susaki e Jūmantsubo (深川州崎十万坪?, Fukagawa Susaki Jūmantsubo) | Come per la veduta nº 102, la parte superiore dell'immagine è occupata da un uccello, in questo caso un'aquila, il cui tracciato perfetto e le differenze di tinte grigie delle piume sono ottenuti sulla stampa mediante la mica, mentre gli artigli sono impressi con la colla animale (nikawa) che conferisce una sensazione di brillantezza. L'aquila vola sopra ad un campo innevato che attraversa una risaia, con la figura del monte Tsukuba sullo sfondo. Fukagawa Susaki si trova ad est del Sumida-gawa, mentre Jūmantsubo, una zona terrazzata a nord-est di Susaki costruita nel 1720, appartiene ad un daimyo. Il suo nome indica la taglia della fattoria: Jūman tsubo, 100 000 tsubo (uno tsubo è un'unità di misura giapponese uguale 3,306 m²; in questo caso, 100 000 tsubo fanno 0,3 km²). Questa stampa è una delle più popolari della serie, insieme alle vedute nº 58 e 118. | maggio 1857    |                           |
| 108       | Veduta della costa di Shiba (芝うらの風景?, Shibaura no fūkei) | Questa immagine di un porto presenta diversi elementi che suggeriscono la profondità: prima due stormi di gabbiani, uno che sorvola l'acqua vicino al primo piano ed il secondo che, da più lontano, attraversa il cielo all'orizzonte. Altri elementi valorizzano la prospettiva come le strutture in legno a forma di A che indicano un canale naturale, uno in primo piano sul lato sinistro dell'immagine e l'altro un po' più indietro del primo. L'insieme di quattro barche che si restringono man mano che s'allontanano partecipa ugualmente a dare un maggiore senso di profondità. Sull'orizzonte dal lato a sinistra, l'artista rappresenta dei terrapieni (daiba) costruiti come mezzo di difesa dopo l'arrivo delle Navi Nere americane. Sulla striscia di terra che occupa il lato destro dell'immagine si trova la villa Hama dello shogun. Nel cartello giallo dell'angolo inferiore a sinistra appare il sigillo dell'incisore Horisen (Hori Sennosuke), ma è una cosa insolita, forse dovuta al fatto che questa è una delle prime cinque stampe della serie accettate dalla censura. Tale sigillo figura ugualmente nel margine delle vedute 17, 28 e 83. | febbraio 1856  |                           |
| 109       | Minami Shinagawa e la costa di Samezu (南品川鮫洲海岸?, Minamishinagawa Samezu kaigan) | Questa veduta aerea della baia di Edo rappresenta la zona conosciuta sotto al nome di Shinagawa, dove si coltivano eccellenti alghe che crescono sugli alberi piantati dai pescatori in autunno in acque poco profonde e vengono raccolte in inverno per farne dei nori, sottili foglie algali utilizzate come condimento o per il sushi. Nella parte inferiore dell'immagine, molte navi approfittano della bassa marea per raccogliere le alghe. In fondo alla baia si trova il settore di Samezu («banco di sabbia dello squalo») dove un pescatore locale avrebbe scoperto una statuetta del bodhisattva Kannon nel ventre di uno squalo che aveva appena catturato nella sua rete; per questa leggenda fu costruito il tempio zen Kaian-ji nel XIII secolo. Tuttavia, il tempio, elemento principale del sito, non è che vagamente accennato da una figura imprecisa, come spesso fa Hiroshige. Sullo sfondo appare la doppia sagoma del monte Tsukuba verso cui uno stormo di uccelli conduce lo sguardo. | febbraio 1857  |                           |
| 110       | «Le pino per appendere il mantello del monaco» al lago Senzoku no ike (千束の池袈裟懸松?, Senzoku no ike Kesakakematsu) | Il pino Kesakakematsu («pino per appendere il mantello del monaco») è conosciuto così perché il monaco Nichiren si fermò un giorno lungo il suo cammino per riposarsi ed appese il suo mantello ad un ramo di questo famoso albero. Il pino dallo forma contorta è situato su di una striscia di terra che si protende verso il centro del lago a destra nell'immagine. La sua base è circondata da una recinzione attorno cui sono raggruppati alcuni visitatori. Nella parte inferiore, un negozio vende cibo e bevande lungo la strada che costeggia il lago e sulla quale circolano dei turisti. Al centro dell'immagine, il blu più scuro a forma di mezzaluna mette in evidenza la profondità del lago che viene sorvolato da tre aironi. Sulla riva opposto, isolata nella foresta, si trova il santuario Hachiman di Senzoku, poi, come consuetudine nei paesaggi di Hiroshige, lo sfondo montagnoso emerge dalla nebbia. Il colore rossastro dell'orizzonte suggerisce un'ora serale. Questa è una delle cinque prime stampe accettate dalla censura. | febbraio 1856  |                           |
| 111       | Il ponte-tamburo di Meguro e «collina del tramonto» (目黒太鼓橋夕日の岡?, Meguro taikobashi Yūhi no oka) | Questo paesaggio innevato valorizza nella sua parte inferiore il ponte-tamburo di Meguro, ponte eccezionale fatto da pietre e legno. Un taikobashi («ponte-tamburo») è un ponte semi-circolare d'influenza cinese che forma col suo riflesso nell'acqua l'immagine di un tamburo, come mostrato dalla stampa nº 65. Questa strada conduce al tempio di Meguro, dedicato a Fudō Myō-ō, uno dei cinque re della conoscenza esoterica. L'angolo inferiore destro è occupato dal tetto della casa da tè Shōgatsuya, celebre per la sua zuppa di fagioli dolci (shiruko mochi). Parecchi viaggiatori si proteggono dalla neve coprendosi con ombrelli o cappelli, e c'è anche un uomo con un mantello di paglia dall'altro lato del ponte. A sinistra s'innalza la Yūhi no oka («collina del tramonto») che offre una vista magnifica della vallata di Meguro. Dal punto di vista cromatico, il bianco della neve contrasta col blu di Prussia del fiume Meguro-gawa mentre il cielo è pieno di fiocchi di beve ottenuti lasciando la carta della stampa bianca. | aprile 1857    |                           |
| 112       | Atagoshita e la via Yabu (愛宕下薮小路?, Atagoshita Yabukōji) | Il soggetto principale di questa stampa malinconica è la neve che occupa tutta la scena. Il quartiere Atagoshita («sotto l′Atago») deve il suo nome al fatto che è situato sotto il Monte Atago. Ospita numerose residenze di signori feudali (daimyō), come quella del clan Katō di Minakuchi, che appare sullo sfondo davanti alla parto rossa del santuario Atagosha, o quella del clan Hijikata di Komono (prefettura di Mie), che è il lungo edificio a sinistra. Della strada Yabukōji, situata a destra del canale che scorre nell'angolo inferiore a destra, non si vede che un'alta canna di bambù (Yabu), i cui rami si piegano sotto il peso della neve, e che occupa la metà destra del cielo attraversato da alcuni passeri. Il bambù, come i passeri, è un simbolo d'amicizia e di dolcezza ed un presagio di fortuna. In questa composizione, il rigore del freddo invernale è diluito del contrasto marcato dei colori dove il blu scuro del canale ed il verde del bambù accentuano i toni rossi e verdi ed il blu pallido del cielo. | dicembre 1857  |                           |
| 113       | Il pendio di Aoizaka all'esterno della porta di Toranomon (虎の門外あふひ坂?, Toranomon soto Aoizaka) | Questa composizione notturna a forma di X è illuminata dalla dolce luce soffusa di una falce di luna nascosta da nuvole grigie attraversate da uno stormo di uccelli. Sulla linea dell'orizzonte, tra i pini ed i bagolari, si trovano gli edifici del santuario Kotohira-gū, situato sulle terre del daimyō Kyōgoku (della città di Marugame sull'isola di Shikoku), aperto al pubblica il tredici di ogni mese. Il centro-destra dell'immagine è occupato da una grande cascata del fossato all'esterno del palazzo, mentre a sinistra s'innalza il pendio di Aoizaka percorso da molti pellegrine e due venditori ambulanti coi loro negozietti portatili. Uno porta l'iscrizione nihachi («due per otto») offrendo la promozione di pasta al grano saraceno per sedici mon mentre l'altro vende degli ōhira shippoku (pasta con uova fritte, funghi, castagne d'acqua o del pesce). Nella parte inferiore a sinistra si vedono due gatti e, come elemento aneddotico principale, due apprendisti artigiani che si esercitano dopo essere usciti da un bagno purificatore, coperti da un panno e con in mano delle lanterne. Questa composizione attraente è una delle rare tra quelle invernali che evochino l'aspetto etnografico del paesaggio. | dicembre 1857  |                           |
| 114       | Il ponte Bikunihashi sotto la neve (びくにはし雪中?, Bikunihashi setchū) | Sotto un cielo notturno innevato dove si vedono chiaramente al centro le venature del legno, s'estende un paesaggio coperta da neve con, in primo piano a sinistra, un cartello che annuncia yama kujira («balene delle montagne»), un eufemismo per designare la carne di selvaggina il cui consumo è proibito dal Buddhsimo, sebbene talvolta sia tollerato. Il ponte Bikunihashi è situato vicino al fossato fuori dal palazzo dello shogun, il cui muro fortificato è visibile a destra, e che è circondato da case chiuse e da negozi alimentari a basso prezzo. Il termine bikuni indica le suore ma allude alle prostitute vestite da religiose per esercitare la loro attività al di fuori delle zone autorizzate. Davanti al negozio d'alimentari a destra, i panieri mostrano delle patate destinate alla preparazione di yakiimo, patate dolci arrostite vendute nella via. La scritta allude alle patate (imo) interamente arrostite. Un venditore ambulante attraversa il ponte. Il primo piano vuoto, la rappresentazione del muro e l'arrangiamento schematico dei fiocchi di neve indicano che questa vedute è indubbiamente opera di Hiroshige II (così come le stampe 12, 41 e 119). | novembre 1857  |                           |
| 115       | L'ippodromo di Takata (高田の馬場?, Takada no baba) | L'ippodromo di Takata no baba a nord-est di Edo fu fondato nel 1636 come campo d'equitazione e di tiro con l'arco per la nobiltà. Tutto il lato sinistro è delimitato da un pino davanti al quale si trova un bersaglio di cuoio bianco attaccato ad un palo mentre alcune frecce giacciono al suolo. Il bersaglio è realizzato con la tecnica dell'impressione a secco detta nunomezuri. Si tratta di un esempio supplementare del senso della composizione originale di Hiroshige, sempre alla ricerca di prospettive insolite per sorprendere gli spettatori. Sui sentieri lungo il campo passano dei cavalieri, mentre degli arcieri si esercitano di fronte al bersaglio. In lontananza, il Fuji quasi scompare nella nebbia. Il contrasto tra la natura e l'attività umana, valorizza l'armonia delle virtù dei samurai che praticano il Confucianesimo, secondo cui le competenze dipendono tanto dalle attitudini innate quanto dell'esperienza coltivata con la pratica. | febbraio 1857  |                           |
| 116       | I ponti di Sugatami, Omokage e Jariba vicino a Takata (高田姿見のはし俤の橋砂利場?, Takata Sugatami no hashi Omokage no hashi Jariba)                                                                                       | Nella zona vicina alla scuola di equitazione della stampa precedente si estendono le risaie di Hikawa, coperte di stoppie gialle. Dietro a destra si trova il santuario di Hikawa a cui conduce il ponte Sugatami. Nella parte inferiore in primo piano, il ponte Omokage descrive una curva pronunciata sopra l'acquedotto di Kanda. Esso è un ponte di assi lignee ricoperte da uno strato di terre e muschio che si integra armoniosamente nel paesaggio. Lo stesso mese della pubblicazione della stampa, questo ponte fu utilizzato dallo shogun Tokugawa Iesada di ritorno da un viaggio ad Ōji. Ciò rivela ancora una volta l'interesse quasi "giornalistico" con cui l'artista e l'editore realizzarono questa serie. Lo sfondo coperto da una foschia purpurea, l'orizzonte arancione e le risaie gialle partecipano al ricco cromatismo di questa veduta topografica che ha una grande precisione per i dettagli. | gennaio 1857   |                           |
| 117       | Il santuario Yushima Tenjin visto dall'alto della collina (湯しま天神坂上眺望?, Yushima Tenjin sakaue chōbō) | Questo panorama aereo presenta tre templi diversi a distanza l'uno dall'altro: in primo piano a sinistra il santuario Yushima Tenjin di cui solo l'arco torii è visibile; in un'isola in mezzo allo stagno di Shinobazu, il santuario Benten già incontrato nella stampa 89 e dall'altro lato, all'estrema destra, il tempio Kan'ei-ji. Tali edifici sono dipinto in rosso perché, secondo lo Shintoismo, questo colore scaccia i demoni. Questo vivo contrasto col bianco della neve ed il blu brillante del lago così come con la tinta rossastra dell'orizzonte vespertino dà un carattere cromatico variato alla scena. Per raggiungere il santuario Yushima Tenjin, bisogna salire due rampe di scale di cui una, più ripida, è «per gli uomini» e l'altra, più accessibile, «per le donne», come indica la scritta sulla pietra nell'angolo inferiore destro otokozaka («collina per gli uomini»). Sul lato sinistro dietro al torii si trova una casa da tè decorata da lanterne rosse. | aprile 1856    |                           |
| 118       | Volpi di fuoco nella Notte di Capodanno sotto l'albero Enoki nei pressi di Ōji (王子装束ゑの木大晦日の狐火?, Ōji shōzoku wenoki ōtsugomorihi no kitsunebi)                                                                  | Questa è una delle più celebri vedute della serie, così come l'unica che abbia un soggetto immaginario. In questa composizione notturna, sotto una volta celeste grigia-bluastra costellata di stelle, molte volpi il cui respiro assomiglia a fuochi fatui sono riunite ai piedi di un grande bagolaro (enoki). L'attenzione è concentrata su questo gruppo vicino all'albero in primo piano, tuttavia ad una certa distanza appaiono parecchie altre volpi che si dirigono verso il primo gruppo ma che sono ancora solo dei piccolo punti luminosi persi nello sfondo dell'immagine. L'intensa luminosità attorno alle volpi contrasta fortemente con l'oscurità notturna e conferisce un grande effetto drammatico e misterioso alla scena. Il pittore gioca sulla tecnica del bokashi, le sfumature di grigio e l'impiego di polvere di mica, con sovrapposizioni di verdi per le piante. Secondo la leggenda che ispirato questa stampa, le volpi si riuniscono coi loro fuochi magici sotto questo albero a Capodanno per adorare il dio del riso (Inari), per poi andare al vicino santuario di Ōji Inari (anche detto Shōzoku Inari), dove il kami dà loro diversi compiti da svolgere durante l'anno. Il numero di volpi e la forma dei loro fuochi fatui permettono ai paesani della regione di prevedere la qualità del raccolto venturo. Hiroshige utilizza una stampa a quattro colori al fine di massimizzare questa scena assai malinconica e l'atmosfera magica.                                                                    | settembre 1857 |                           |
| 119       | Pioggia notturna nel giardino delle paulonie ad Akasaka (赤坂桐畑雨中夕けい?, Akasaka kiribatake uchū yūkei) (avril 1859)                                                                                                   | Questa stampa, opera di Hiroshige II, fu inclusa posteriormente nella serie in modo che non apparisse nell'indice di Baisotei Gengyo. Così, il sigillo aratame («esaminato») della censura risale al quarto mese del 1859 ed il cartello rosso della firma indica Nise Hiroshige (Hiroshige II). L'immagine è talvolta considerata come un rimpiazzo per la nº 52, il giardino di paulonie di Akasaka, oppure come ordinata da Eikichi Sakanaya per celebrare l'adozione di Hiroshige II del nome e del sigillo di Hiroshige. Il discepolo terminò almeno tre vedute (12, 41 e 114) delineate ma incompiute alla sua morte dal maestro. L'immagine mostra un giardino di paulonie vicino allo stagno di Tameike, già rappresentato sulla stampa nº 52. Si tratta di una veduta notturna dove una forte pioggia che cade da un cielo grigio-blu mette in evidenza il grigio-verdastro degli alberi sullo sfondo. La parte inferiore, più chiara e di un colorito più brillante, fa risaltare la parte oscura dello sfondo. La linea dello stagno taglia in diagonale il sentiero che sale, determinando così una forma trapezoidale. Alcuni personaggi camminano lungo lo stagno in basso, mentre sul cammino dello sfondo appare appena qualche sagoma che si dirige verso la porta Akasakamon del palazzo di Edo. | aprile 1859    |                           |

## Fortuna dell'opera

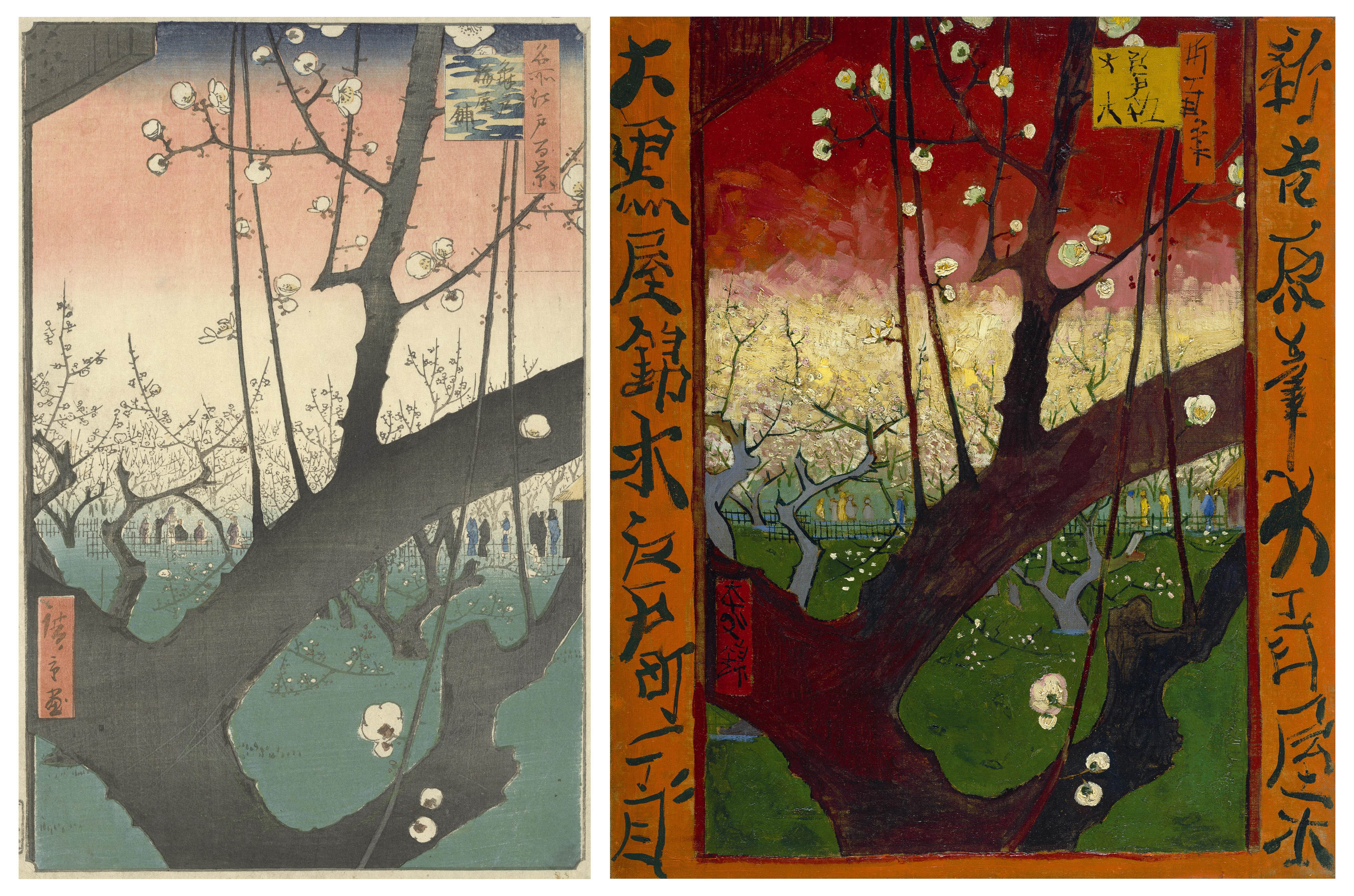
A sinistra, Il giardino dei prugni a Kamedo (stampa30), a destra la copia realizzata da Vincent van Gogh.

In Giappone, le Cento di vedute famose di Edo ottennero un importante successo, come testimoniano le innumerevoli reimpressioni effettuate dall'editore, spesso di assai minore qualità rispetto ai primi tiraggi. Quattro artisti copiarono o imitarono la serie, ma senza grandi risultati: Hiroshige II, Utagawa Hirokage, Shōsai Ikkei et Kobayashi Kiyochika. Fanno parte della raccolta alcuni dei capolavori più celebri dell'artista, come Il giardino dei prugni di Kameido (stampa 30) e Acquazzone sul ponte Shin-Ōhashi ad Atake (stampa 58). Dopo i paesaggi monumentali e analitici di Hokusai e le vedute liriche di Hisohige all'inizio della sua carriera, le Cento vedute illustrano l'ultimo stadio della stampa paesaggistica in Giappone, caratterizzato da un approccio simbolico, intimo ed emotivo.
Le stampe di Hiroshige furono inoltre ben accolte in Occidente, dove nacque la moda del giapponismo.  Le Cento vedute furono tra le prime opere orientali a raggiungere il pubblico occidentale e influenzarono il lavoro di diversi artisti impressionisti e post-impressionisti.. Questo influsso appare evidente nelle vedute di Londra realizzate da James Abbott McNeill Whistler durante gli anni 1870, quali il Ponte di Battersea, ispirato ai Fuochi d'artificio sul ponte Ryōgoku (stampa 98). Le scene di Parigi di Henri Rivière o Pierre Bonnard riprendono idee o costruzioni geometriche dalle Cento veduto di Edo. Furono essenzialmente le composizioni audaci che oppongono primo piano e fondo a ispirare gli artisti francesi, in primo luogo le Les Trente-six Vues de la Tour Eiffel di Henri Rivière, ma anche Georges Seurat, Toulouse-Lautrec o Édouard Vuillard. Claude Monet s'interessò all'opera di Hiroshige, traendo ispirazione dalla stampa 65, All'interno del santuario Kameido Tenjin, per il suo Stagno delle ninfee, armonia verde del 1899; alla stessa stampa, per il trattamento dei giardini e degli specchi d'acqua, si ispirò anche Paul Cézanne nel realizzare Il ponte di Maincy. Camille Pissarro ebbe a dire di Hiroshige:
(Camille Pissarro)
Vincent van Gogh era molto colpito da queste stampe e ne realizzò delle copie mentre soggiornava a Parigi nel 1887: Giapponeseria: Ponte sotto la pioggia che è tratto dal Acquazzone sul ponte Shin-Ōhashi ad Atake (stampa 58), e Giapponeseria: pruno in fiore, una copia del Giardino dei pruni di Kameido (stampa 30); tuttavia, egli faticò a riprodurre la sensibilità e le tematiche espresse dall'artista giapponese. Nel 1887, Van Gogh cercò di ridefinire la sua arte e queste copie mostrano il suo interesse per l'uso decorativo e non più solo descrittivo dei colori e delle linee, come un cielo rosso in un paesaggio. Van Gogh, nel 1888 ad Arles, scrisse, circa i colori della Provenza, che "si vede con un occhio più giapponese, si sente diversamente il colore".
L'impressionista americano Theodore Robinson elogiò i Fuochi d'artificio sul ponte Ryōgoku (stampa 98). Anche la Fabbrica imperiale di Porcellana di San Pietroburgo riprese l'aquila che plana dall'alto della stampa 107, Fukagawa Susaki e Jūmantsubo, sopra una porcellana del 1913, a testimonianza della circolazione dei motivi giapponesi in tutto l'Occidente.